# Weingarten (Württemberg)

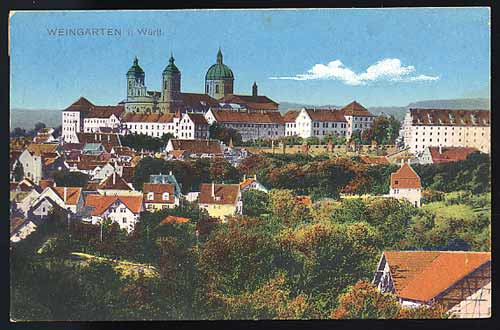
Weingarten 1917

Weingarten 2010

Weingarten (bis 1865: Altdorf, oberschwäbisch Wãẽgaade) ist eine Mittelstadt im Südosten Baden-Württembergs in Deutschland.
Die Stadt Weingarten ist nach der Nachbarstadt Ravensburg und Wangen im Allgäu die drittgrößte Stadt im Landkreis Ravensburg. Seit dem 1. Januar 1974 ist sie Große Kreisstadt. Sie erstreckt sich auf 12,16 km² Fläche und hat (Stand: 2024) 24.940 Einwohner, was 2.050,99 Einwohner/km² entspricht.
Die Ursprünge der Siedlung reichen bis ins 5. Jahrhundert zurück. Geprägt wurde die Stadt jahrhundertelang durch die von den Welfen gegründete Reichsabtei Weingarten, deren Klosterkirche zu den größten Kirchenbauten im Barockstil nördlich der Alpen gehört und eine der bedeutendsten Barockorgeln Deutschlands beherbergt. Weingarten ist Sitz einer Pädagogischen Hochschule und einer Hochschule für Technik, Wirtschaft und Sozialwesen. Die Stadt ist überregional auch als Fasnetshochburg und für ihren Blutritt bekannt, eine jährlich stattfindende Reiterprozession zu Ehren einer Heilig-Blut-Reliquie.

## Geographie

### Lage

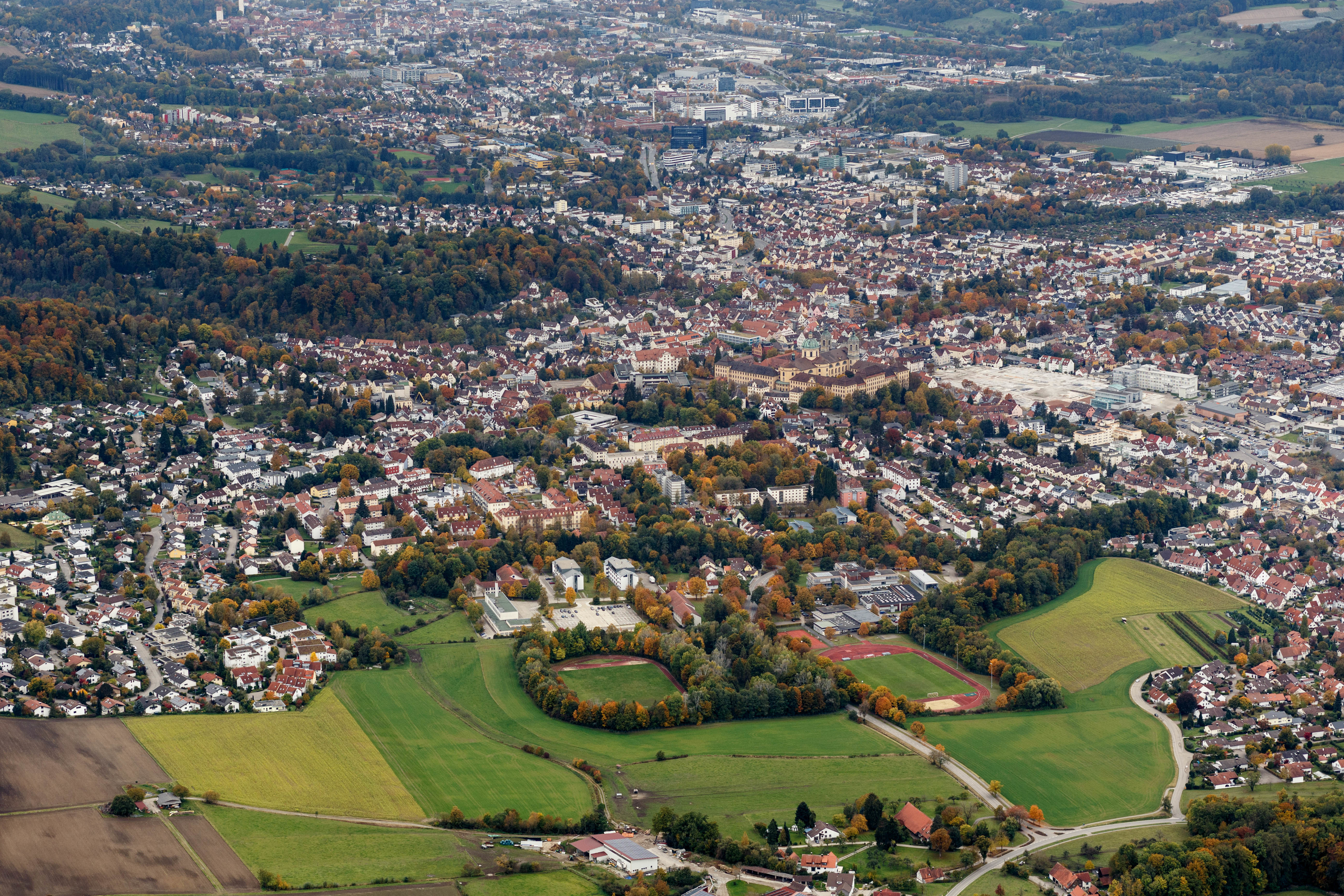
Luftbild von Weingarten (Württemberg), Oktober 2020

Weingarten liegt unmittelbar nördlich von Ravensburg und nur wenige Kilometer westlich des Altdorfer Walds am Ostrand des Schussenbeckens im mittleren Tal der Schussen, die in den Bodensee fließt und somit ein (rechter) Rhein-Zufluss ist. Die Altstadt, das ehemalige Altdorf, liegt im Tal der Scherzach, einem kleinen Bach, der in die Schussen mündet. Das der Stadt den Namen gebende Kloster Weingarten liegt auf einer nordöstlichen Höhe, dem sogenannten Martinsberg, über der Altstadt.

### Klima

Das Klima in Weingarten

Durchschnittlich fallen in Weingarten 854 mm Niederschläge pro Jahr.

### Nachbargemeinden
Folgende Städte und Gemeinden grenzen an die Stadt Weingarten, sie werden im Uhrzeigersinn beginnend im Norden genannt und gehören alle zum Landkreis Ravensburg: Baienfurt, Schlier, Ravensburg und Berg.

### Stadtgliederung
In die Stadt Weingarten wurden keine umliegenden Gemeinden eingegliedert. Infolgedessen bildet das Stadtgebiet eine relative Einheit. Dennoch werden umgangssprachlich zur besseren Orientierung verschiedene Stadtgebiete mit eigenem Namen unterschieden, deren Bezeichnung sich im Laufe der Bebauung ergeben haben und deren Abgrenzungen meist nicht genau festgelegt sind. Dazu gehören neben dem eigentlichen Stadtzentrum die Oberstadt, die Talsiedlung Süd, das Stadtesch, die Blumenau, die Untere Breite, das Lerchenfeld, die Promenade, die Obere Halde, das Mühlbachviertel, das Dörfle, das Baienfurter Ösch und Burach.
Darüber hinaus werden noch einige separat gelegene Wohnplätze mit eigenem Namen unterschieden, die jedoch nur sehr wenige Einwohner haben. Hierzu gehören: Bechters, Eggers, Hähnlehof, Hinterochsen, Meisterhof, Nessenreben, Ortliebs, Sterkshof, Trauben, Vorderochsen, Waldheim und Welte.

### Raumplanung
Weingarten bildet zusammen mit Ravensburg und Friedrichshafen das Oberzentrum des Regionalverbands Bodensee-Oberschwaben. Dieses übernimmt für den Einzugsbereich Ravensburg/Weingarten auch die Funktion eines Mittelbereichs. Dieser umfasst auch den südlichen Teil des Landkreises Ravensburg, im Einzelnen neben Ravensburg und Weingarten die Gemeinden Baienfurt, Baindt, Berg, Bodnegg, Fronreute, Grünkraut, Horgenzell, Schlier, Vogt, Waldburg, Wilhelmsdorf, Wolfegg und Wolpertswende.

### Schutzgebiete
In Weingarten liegt das Landschaftsschutzgebiet Sennwiesen und ein Teil des Landschaftsschutzgebiets Lauratal und Rößlerweiher. Zudem hat Weingarten kleine Anteile an den FFH-Gebieten Schussenbecken mit Tobelwäldern südlich Blitzenreute und Altdorfer Wald.

## Geschichte
Bis 1865 wurde der Name Weingarten nur für das Kloster verwendet, die umgebende Ortschaft hieß Altdorf. Der Name wird vom altgermanischen Kultwort alach für „Heiligtum, Tempel“ hergeleitet, es handelte sich also um einen Ort mit/bei einem Heiligtum.
Altdorf war (vermutlich unter dem Namen Alachdorf) schon im frühen 5. Jahrhundert von Alamannen besiedelt. Aus der Merowingerzeit stammt das Gräberfeld von Weingarten, das annähernd vollständig untersucht werden konnte. Der Kern des Gräberfelds und der Martinsberg bilden eine West-Ost-Achse, weshalb zu vermuten ist, dass das alamannische Heiligtum sich auf dem Martinsberg befand. Die Funde lassen durch ihren Reichtum auf einen alamannischen Herrensitz schließen. Spätestens im 8. Jahrhundert wurde Altdorf wie das ganze alamannische Gebiet Teil des Fränkischen Reichs.
Um die Mitte des 9. Jahrhunderts kam das mittlere Schussental als Grafschaft Schussengau in den Besitz des schwäbischen Zweiges der Welfen (ursprünglich Franken aus dem Maas-Mosel-Raum), die in Altdorf gegenüber dem Martinsberg eine Pfalz errichteten, ihre neue Stammburg. Die Verbindung zwischen Altdorf bzw. Weingarten und den Welfen wird auch über die Welfensage dokumentiert, die am Amtshaus gegenüber dem Rathaus in einer Abfolge von 12 Bildern dargestellt wird und wesentlich im Altdorfer Wald spielt.
Im ersten Drittel des 10. Jahrhunderts wurde auf dem heutigen Gebiet des Kreuzbergfriedhofes eine romanische Kirche erbaut, die später im romanisch-gotischen Stil umgebaut wurde. Um 935 gründeten die Welfen in Altdorf ein Frauenkloster, das als Grablege (Familiengrab) ihres Geschlechts bestimmt war, aber bereits 1053 durch einen Brand zerstört wurde. Die Nonnen wurden zunächst auf den Martinsberg umgesiedelt.
1056 gründete Welf IV. nach der Verlegung der Burg ins benachbarte Ravensburg auf dem Martinsberg ein neues Benediktinerkloster, das mit Mönchen aus Altomünster besiedelt wurde; die Altdorfer Nonnen besiedelten im Gegenzug das Kloster Altomünster.

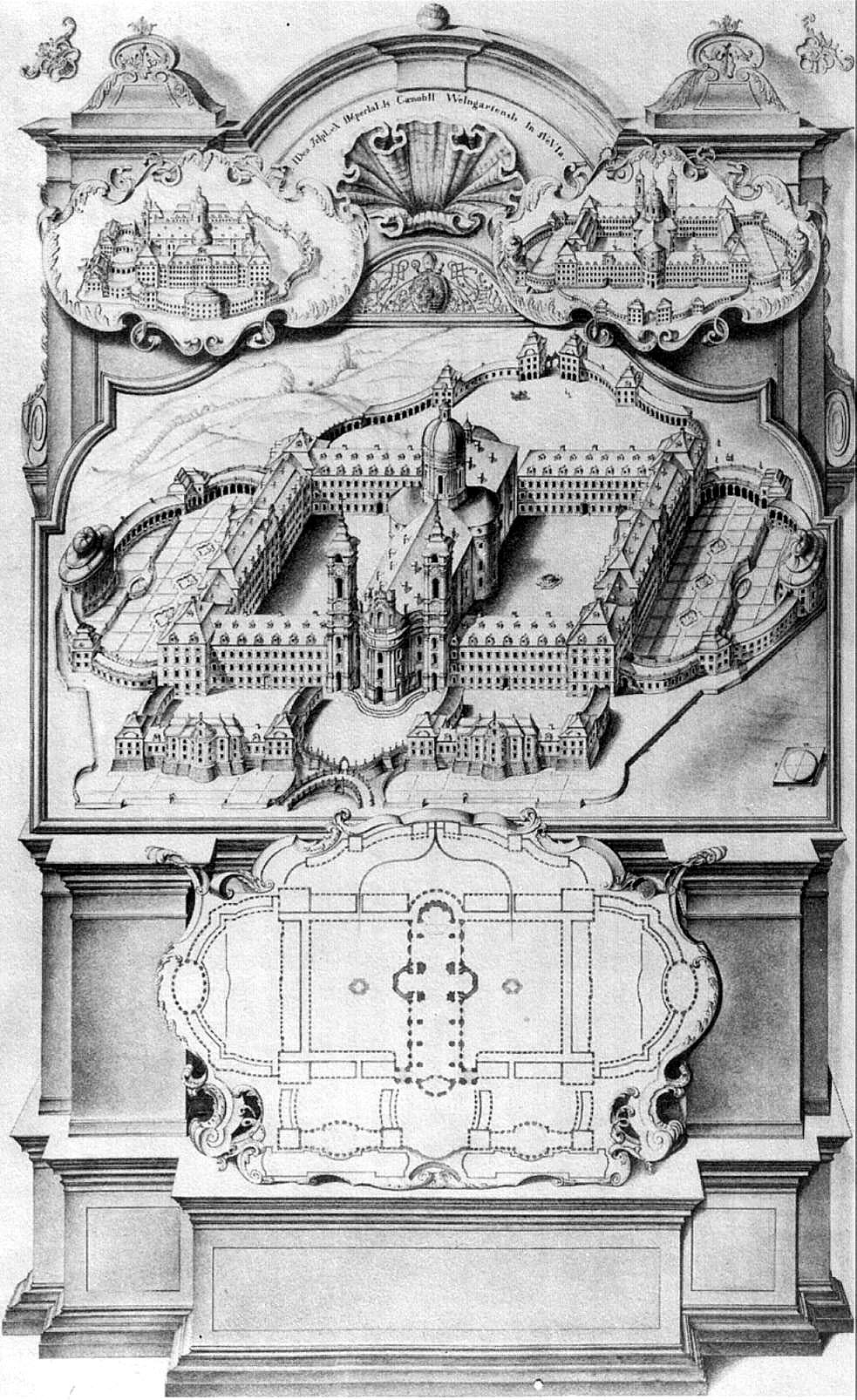
Idealplan des Klosters Weingarten, anonymer Kupferstich im Stil von Michael Wening (1723)

Im Jahre 1094 schenkte Judith von Flandern, die Gattin Welfs IV., dem Kloster die Heilig-Blut-Reliquie. Neben den vielen anderen Schenkungen fand die Reliquie wenig Beachtung. Erst 1182, zur Weihe der romanischen Basilika, wird sie besonders erwähnt.
Um 1122 wurde Friedrich I. Barbarossa vielleicht auf der Haslachburg im Lauratal geboren (oder in Waiblingen oder Hagenau). Der Name Kloster Weingarten ist um 1123 belegt. Die Mönche beschäftigten sich u. a. mit der Buchmalerei, ihr berühmtestes Werk ist das Berthold-Sakramentar (1217, heute in der Pierpont Morgan Library in New York). Von großer Bedeutung ist ebenfalls die Weingartener Liederhandschrift, eine Sammlung von Minnelyrik des 14. Jahrhunderts, die allerdings erst im 17. Jahrhundert in den Besitz des Klosters Weingarten kam.
In der Ortschaft Altdorf entwickelte sich ab dem 13. Jahrhundert ein Markt. Unter König Rudolf von Habsburg wurde die Entwicklung zu einer Stadt aber durch Errichtung der Landvogtei Oberschwaben (später Landvogtei Schwaben) gehemmt, deren Sitz zunächst im benachbarten Ravensburg war, nach Zerstörung der dortigen „Veitsburg“ im Dreißigjährigen Krieg 1647 aber nach Altdorf verlegt wurde. Die Landvogtei über das zunächst reichsunmittelbare Dorf wurde zumeist an Fürsten oder Adlige verpfändet, darunter die Reichstruchsessen von Waldburg. In einer kaiserlichen Urkunde von 1377 wurde Altdorf zwar das Recht auf einen regelmäßigen Wochenmarkt gewährt, der allerdings bestehende Märkte innerhalb einer Meile (7,4 km) – und damit den Ravensburger Markt – nicht gefährden durfte. Auch eine Stadtbefestigung wurde untersagt. Die Nachbarstadt Ravensburg zog in dieser Zeit als Freie Reichsstadt zahlreiche Einwohner aus Altdorf an, darunter die späteren Ravensburger Handelsfamilien und Patriziergeschlechter Holbein und Humpis.
Im Neuburger Hof am Münsterplatz wurde am 17. April 1525 der „Frieden von Weingarten“ geschlossen, der die Bauernkriege im Schwäbischen Oberland beendete.
Das Kloster Weingarten wurde 1274 zur Reichsabtei erhoben und erwarb im Laufe der Zeit großen Landbesitz vom Allgäu bis zum westlichen Bodensee. Dieser Besitz umfasste zuletzt 306 km², damit war Weingarten nicht nur eines der reichsten Klöster in Süddeutschland, sondern regierte auch größere Gebiete als die meisten Reichsstädte. Da die von Judith von Flandern im Jahre 1094 überreichte Heilig-Blut-Reliquie immer mehr Pilger anlockte, brauchte das Kloster Weingarten ein neues Gotteshaus. Die alte romanische Kirche war zu klein. Man wollte sie ersetzen, um noch mehr Pilgern die Chance zu geben, die Heilig-Blut-Reliquie zu bewundern und um der kostbaren Gabe einen neuen, noch größeren und prunkvolleren Platz zu bieten. Außerdem wollte man mit der Basilika, wie es im Barock üblich war, nach außen hin die eigene Macht zeigen, und dies ist mit dem Bau der Basilika eindrucksvoll gelungen.
Im Barock herrschte nämlich die Auffassung, dass vornehme Abkunft und Tüchtigkeit allein einem Fürsten noch keine Hoheit und Größe verschaffen. Daher verleiht die Großartigkeit und die Prachtentfaltung einem fürstlichen Hof den größten Anschein und Schmuck der Herrlichkeit (Macht). Dazu verschafft es ihm größeren Gehorsam und tiefere Achtung bei seinen Untertanen. Dies war auch der Grund der Weingärtner Mönche, die eine großartige Erneuerung ihres Klosters ins Auge fassten. Hinzu kamen aber auch geistlich-religiöse Gründe. Der barocke Neubau sollte zum größeren Ruhme Gottes auch dem Stolz der Weingartner Mönche über die erfolgreiche Klosterreform Ausdruck geben. Siegreich hatte Weingarten die Entfremdung von der Benediktsregel, klösterliche Misswirtschaft, Verweltlichung und die Herausforderung der Reformation überwunden. Am 10. September 1724 konnte der Fürstbischof von Konstanz, Johann Franz Schenk von Stauffenberg, die Kirche feierlich einweihen. Zehn Tage lang dauerten die Feierlichkeiten in Altdorf.
Doch wenn man die heutige Klosteranlage mit dem damaligen Bauplan vergleicht, fällt auf, dass der ursprüngliche Plan nicht ganz umgesetzt wurde. Im Norden der Anlage konnte nur der Schlossbau unter der Leitung von Franz Schmutzer vollendet werden. Doch als man weiterbauen wollte, erhob die Landvogtei Anzeige bei der Innsbrucker Regierung, und diese leitete einen Baustopp ein. Der Grund für die Anzeige war, dass mit dem Neubau anscheinend das Klostergebiet verlassen wurde. Auch waren die Kosten für den Bau der Basilika sehr hoch, so dass das Kloster hoch verschuldet war und kein Geld mehr hatte. Aber auch der Franzosenkrieg oder die Säkularisation erschwerten die Bauarbeiten. Aus diesen Gründen sind auch heute noch im Südbereich des Klosters der mittelalterliche Kreuzgang und Gebäude erhalten. Im Zuge der Säkularisation wurde das Kloster 1802 aufgelöst und zunächst Besitz des Hauses Oranien-Nassau.
Altdorf selbst war ab 1452 Teil der habsburgischen Verwaltungseinheit Vorderösterreich und blieb bis 1805 Sitz der Landvogtei Schwaben, als es nach dem Pressburger Frieden zum Königreich Württemberg kam und zunächst Sitz eines Oberamtes wurde. Auch das Kloster Weingarten wurde 1806 durch Napoleon seinem Verbündeten Württemberg zugeschlagen. 1810 kamen Altdorf und Weingarten zum Oberamt Ravensburg. Auch die Stellung als Landvogtei verlor Altdorf-Weingarten 1817 im Zuge einer neuen Verwaltungseinteilung.

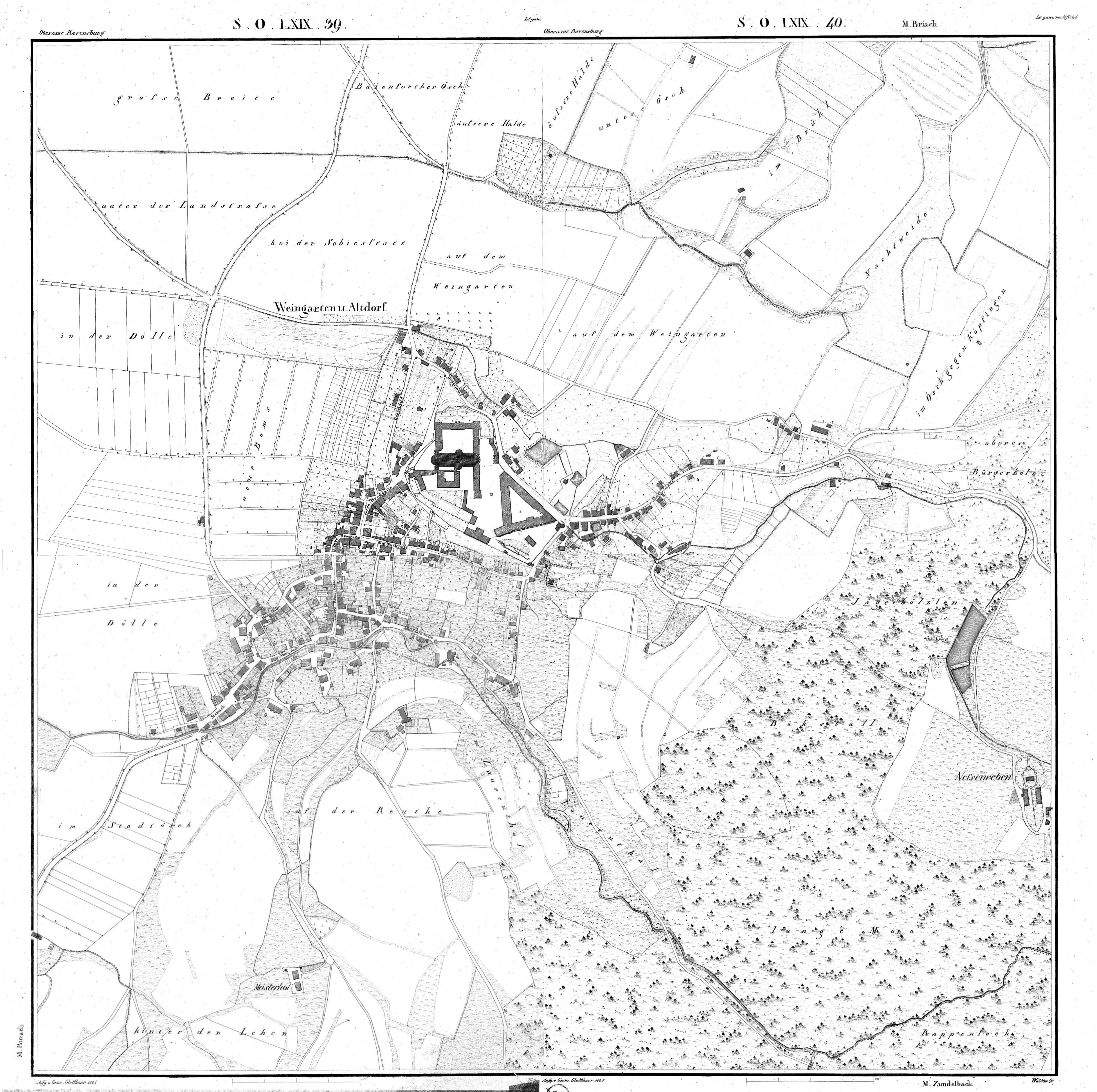
Historischer Katasterplan von Weingarten aus dem Jahr 1825

Als 1847 die Eisenbahnstrecke Friedrichshafen–Ravensburg eröffnet wurde, die 1849 nach Norden fortgeführt werden sollte, war der Schultheiß Adolf Prielmayer ein vehementer Gegner einer Anbindung Altdorfs. Dass die Strecke nun in großem Abstand am Ort vorbeiführt, verziehen ihm insbesondere die Gewerbebetreibenden nicht. Dies führte im Rahmen der Deutschen Revolution von 1848/49 zu vehementen Protesten der Bevölkerung gegen den königstreuen und konservativen Prielmayer.
1865 erhielt Altdorf unter dem damaligen Schultheiß Friedrich Seifriz durch König Karl von Württemberg die Stadtrechte und wurde nach dem Namen der Abtei in Weingarten umbenannt. 1922 wurde in einem Teil der Klostergebäude wieder eine Benediktinerabtei gegründet.

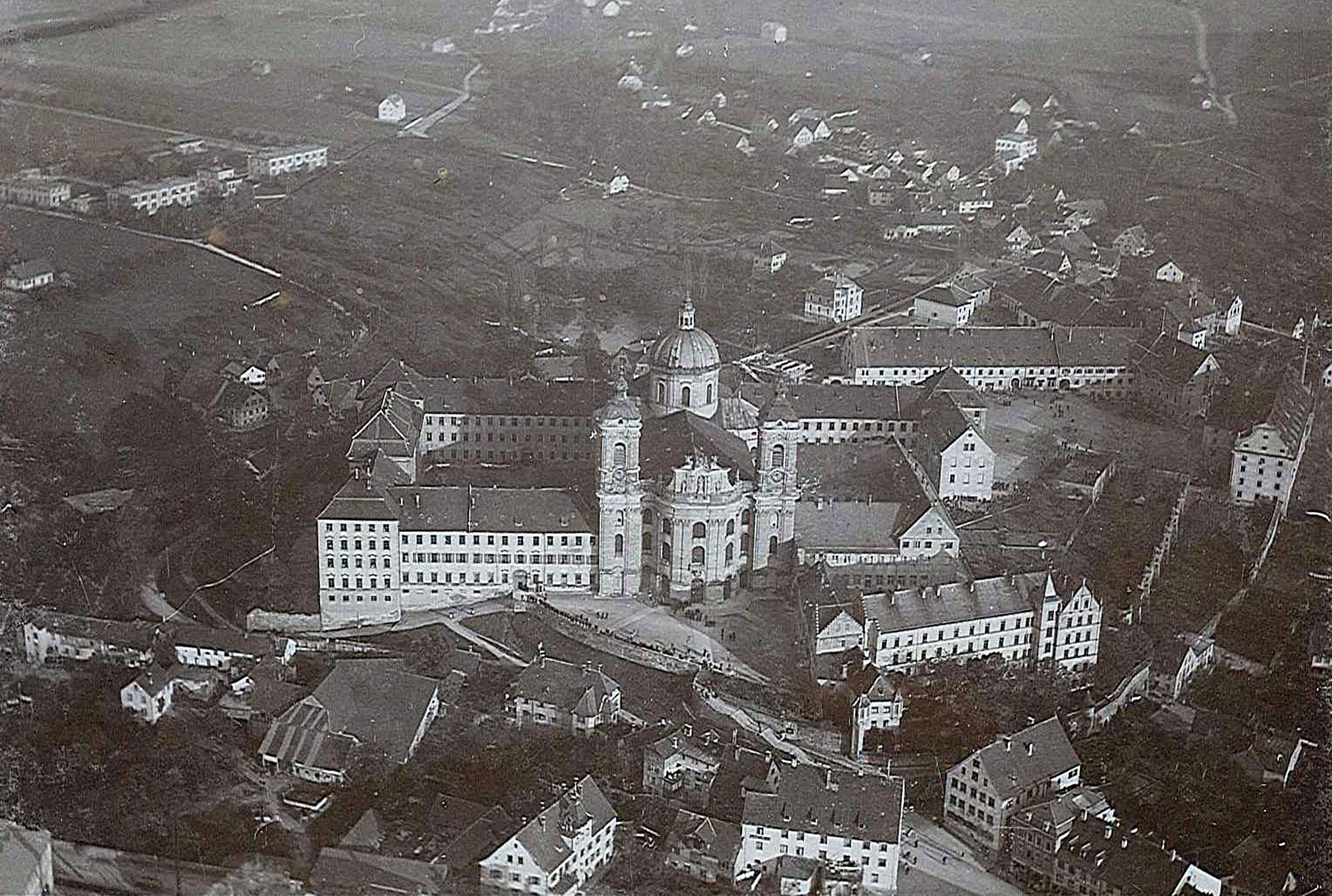
Luftaufnahme des Klosters Weingarten aus dem Jahr 1908

Wie in der Nachbarstadt Ravensburg entwickelte sich auch in Weingarten eine bedeutende Maschinenbauindustrie. 1868 erhielt Weingarten seine erste Kaserne und wurde Standort der württembergischen Armee, im aufgelösten Kloster Weingarten, das zur Schlossbaukaserne umfungiert wurde. Zunächst war das 2. Württembergische Infanterieregiment Nr. 120 stationiert.
Zwischen 1898 und 1918 war es Garnison für das 6. Infanterie-Regiment Nr. 124, dem der spätere Generalfeldmarschall Erwin Rommel bis 1916 angehörte. An beide Einheiten erinnern Straßennamen (Zweierweg, Sechserweg) in der Ortslage Obere Halde.
Zur Zeit des Nationalsozialismus wurde Weingarten zum 1. April 1939 nach Ravensburg eingemeindet. Die rivalisierenden Nachbarstädte wurden allerdings nach Kriegsende wieder getrennt, ab dem 1. April 1946 war Weingarten wieder selbständig.
Als Teil der französischen Besatzungszone kam Weingarten 1947 zum neu gegründeten Land Württemberg-Hohenzollern, welches 1952 im Land Baden-Württemberg aufging. Entsprechend war Weingarten auch französische Garnisonsstadt, vorrangig in der Welfenkaserne.
Seit 1949 dient der größte Teil der ehemaligen Klostergebäude der Lehrerausbildung (zunächst Reutlinger Pädagogisches Institut, seit 1962 Pädagogische Hochschule). Ein Teil des Hauptgebäudes ist von der Diözese Rottenburg-Stuttgart für die Katholische Akademie gepachtet, eine Einrichtung der Erwachsenenbildung, ein weiterer Teil vom Benediktinerkloster belegt.
Die Einwohnerzahl Weingartens überschritt 1973 die Grenze von 20.000. Daraufhin stellte die Stadtverwaltung den Antrag auf Erhebung zur Großen Kreisstadt, was die Landesregierung von Baden-Württemberg mit Wirkung zum 1. Januar 1974 beschloss. In diese Zeit fiel auch die Gründung des Gymnasiums Weingarten, die einen gemeinsamen Neubau im Baugebiet Brechenmacher bezogen.
Am 4. Juli 1974 beschloss der Landtag Baden-Württemberg im Rahmen der Gemeindereform-Gesetze: „Aus den Städten Ravensburg und Weingarten sowie den Gemeinden Baienfurt und Baindt wird die neue Gemeinde Ravensburg-Weingarten gebildet. Sie führt die Bezeichnung 'Stadt'.“ Der Staatsgerichtshof Baden-Württemberg urteilte auf Antrag der Stadt Weingarten und der Gemeinden Baienfurt und Baindt am 15. Februar 1975 jedoch, dass der entsprechende Paragraph nicht mit der Landesverfassung vereinbar und daher nichtig ist.
Dies war die einzige aus materiellen Gründen erfolgreiche Klage gegen die Kommunalreform. Somit sind Weingarten, Baienfurt und Baindt weiterhin selbständig.

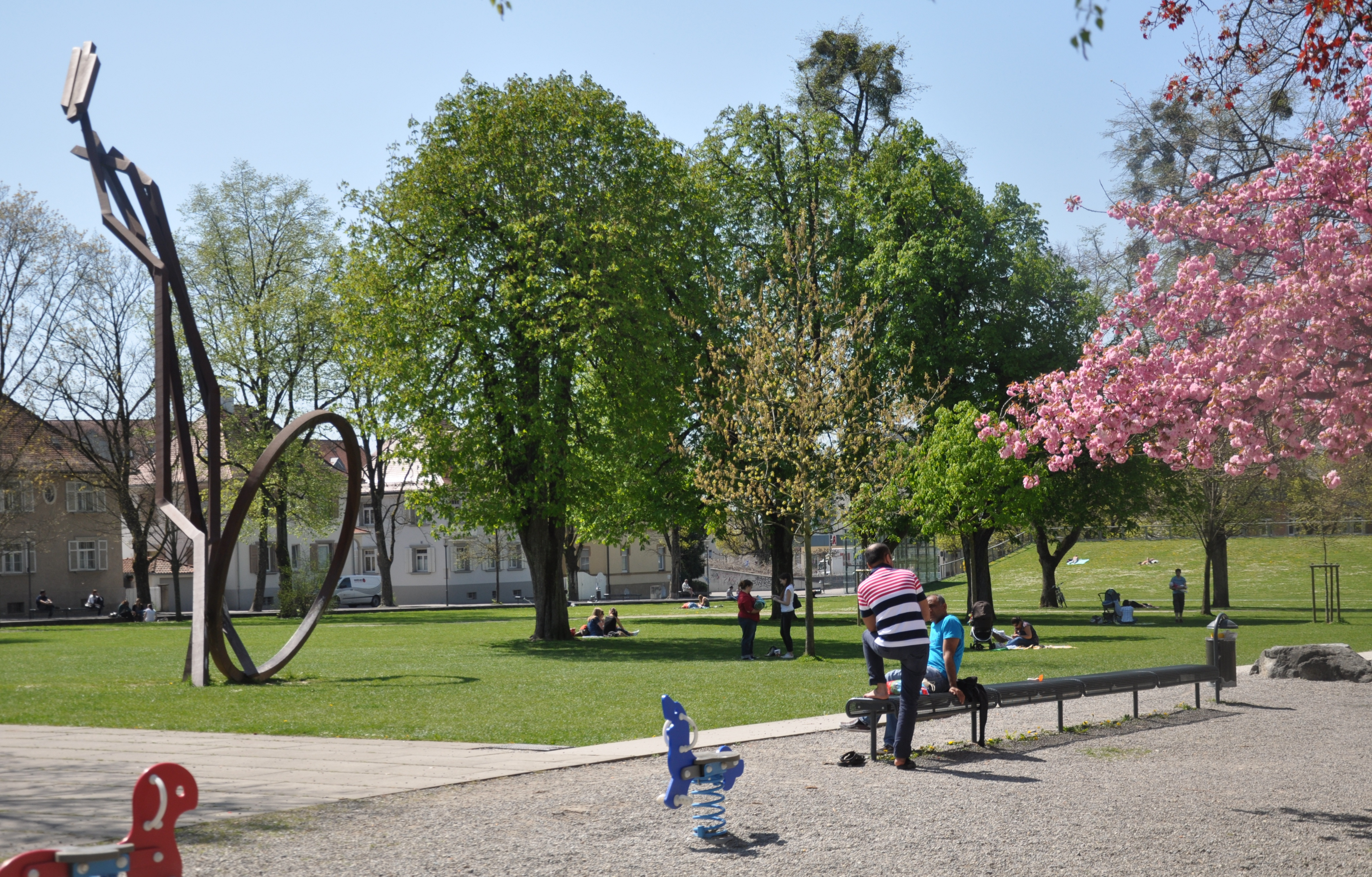
Stadtgarten (2004 eingeweiht)

In den nachfolgenden Jahren erfuhren die Innenstadt und die alte Stadthalle umfassende Sanierungen.
2004 fanden in Weingarten die Heimattage Baden-Württemberg statt. Im Zusammenhang mit dieser Veranstaltung und im Rahmen der Stadtsanierung wurde der neugestaltete Stadtgarten eingeweiht.
2007 bekam die Stadt Weingarten den Stadtmarketingpreis Baden-Württemberg für die innovativste Online-Idee. Anlass hierfür war die Online-Videothek auf der Internetseite der Stadt, auf welcher sich die Stadt mit Kurzfilmen über Weingarten präsentiert. So können die Internetnutzer zahlreiche Videos zum Blutritt, Welfenfest (ehemals Schüler- und Heimatfest) oder der Fasnet ansehen.
Der Landesfeuerwehrtag Baden-Württemberg wurde 2008 von den Feuerwehren aus Ravensburg und Weingarten durchgeführt.
Im September 2009 gab das Benediktinerkloster die Schließung wegen Nachwuchssorgen bekannt. Die fast 1000-jährige Geschichte des Klosters ging damit zu Ende; am 16. Oktober 2010 wurde es geschlossen und die Mönche verabschiedeten sich mit einem Gottesdienst aus Weingarten.

### Industrialisierung in Weingarten
1866 begann in Weingarten die Industrialisierung. Im Lauratal baute man die Flachs-, Hanf- und Abwergspinnerei Weingarten, die bis heute den Namen Sontheimer trägt. Dank der naheliegenden Scherzach war es möglich, Dampfmaschinen zu benutzen. Die fehlende Anbindung Weingartens an das Schienennetz behinderte jedoch die industrielle Entwicklung. Die Waren mussten in Ravensburg oder Niederbiegen abgeladen und von den jeweiligen Firmen abgeholt werden. Erst mit dem Bau der Lokalbahn Ravensburg–Weingarten in den Jahren 1887/88 geriet die junge Stadt etwas aus dem Verkehrsschatten.

### Einwohnerentwicklung
Einwohnerzahlen nach dem jeweiligen Gebietsstand (bis 1861 also Gemeinde Altdorf). Die Zahlen sind Volkszählungsergebnisse (¹) oder amtliche Fortschreibungen der jeweiligen Statistischen Ämter (nur Hauptwohnsitze).
| Jahr               | Einwohner |
| ------------------ | --------- |
| 1233               | 10        |
| 1823               | 2.234     |
| 1843               | 3.116     |
| 1849               | 3.267     |
| 1855               | 3.011     |
| 1861               | 3.038     |
| 1. Dezember 1871 ¹ | 4.128     |
| 1. Dezember 1880 ¹ | 5.232     |
| 1. Dezember 1900 ¹ | 6.678     |
| 1. Dezember 1910 ¹ | 8.077     |
| 16. Juni 1925 ¹    | 7.299     |
| 16. Juni 1933 ¹    | 8.385     |
| 17. Mai 1939 ¹     | 10.381    |

| Jahr                 | Einwohner |
| -------------------- | --------- |
| 13. September 1950 ¹ | 11.858    |
| 6. Juni 1961 ¹       | 14.783    |
| 27. Mai 1970 ¹       | 17.831    |
| 31. Dezember 1973    | 20.566    |
| 31. Dezember 1980    | 21.991    |
| 25. Mai 1987 ¹       | 20.918    |
| 31. Dezember 1990    | 22.987    |
| 31. Dezember 1995    | 23.366    |
| 31. Dezember 2000    | 23.604    |
| 30. September 2005   | 23.643    |
| 31. Dezember 2010    | 23.875    |
| 31. Dezember 2015    | 24.460    |
| 31. Dezember 2020    | 25.158    |

¹ Volkszählungsergebnis
In den ersten Jahrzehnten des 19. Jahrhunderts kam es zunächst nur zu einer mäßigen Zunahme der Einwohnerzahl. Dies mag damit zusammenhängen, dass nach der Säkularisation der Benediktinerabtei Weingarten (1803) und dem Übergang des einstigen vorderösterreichischen Marktfleckens Altdorf an das Königreich Württemberg (1806), der mit der Auflösung der Landvogtei verbunden war, sich in Altdorf-Weingarten ehemalige Mittelpunktsfunktionen kaum halten bzw. neu entwickeln konnten. Das Gemeinwesen geriet immer mehr in den Schatten der aufstrebenden nahen Oberamtsstadt Ravensburg.
In den 1830er und 1840er Jahren war allerdings eine deutliche Bevölkerungszunahme zu registrieren, die neben einer Erhöhung der mittleren Lebenserwartung auf die hohen Geburtenraten zurückführen ist. Diese Aufwärtsentwicklung wurde in der Jahrhundertmitte unterbrochen. Ursache war eine allgemeine Teuerung, ausgelöst durch eine damals europaweit auftretende Kartoffelkrankheit (1851/52), die selbst im oberschwäbischen Bauernland zu einer Auswanderungswelle führte. Gegen Ende der 1860er Jahre stieg die Bevölkerungszahl wieder deutlich an, eine Tendenz, die sich bis zum Ersten Weltkrieg fortsetzte. Maßgebliche Impulse für dieses überdurchschnittliche Wachstum waren die Stadterhebung (1865), die beginnende Industrialisierung (z. B. Gründung der Maschinenfabrik Weingarten 1866) sowie die Einrichtung einer Garnison (ab 1868).

## Religionen
Die Abtei Weingarten und das Dorf Altdorf gehörten zum Bistum Konstanz und waren dem Archidiakonat Allgäu, Landkapitel Ravensburg unterstellt. Eine Kirche St. Maria war nach 934 in ein Nonnenkloster inkorporiert. Sie war ab 1054 auch Pfarrkirche von Altdorf, dessen Urkirche St. Martin aber bereits in das 8. oder 9. Jahrhundert zurückreicht. 1279 wurde die Kirche St. Maria in das Kloster Weingarten inkorporiert. Die Reformation fand keinen Einzug, so dass Altdorf bis ins 19. Jahrhundert überwiegend katholisch blieb. Der mittelalterliche Bau der Pfarrkirche St. Maria wurde im 18. Jahrhundert durch einen Neubau von 1738 ersetzt, doch 1818/19 abgebrochen,  da die Klosterkirche der Abtei Weingarten 1811 zur Pfarrkirche erhoben worden war.
Die Gemeinde gehörte bis 1817 noch zum Bistum Konstanz, wurde dann dem Ordinariat Ellwangen unterstellt, aus dem 1821/27 das neu gegründete Bistum Rottenburg (heute Rottenburg-Stuttgart) hervorging. Nach dem Zweiten Weltkrieg entstanden noch zwei weitere katholische Gemeinden und Kirchen, die Kirche St. Maria, Hilfe der Christen (1960) und die Heilig-Geist-Kirche von 1977. Die drei Gemeinden bilden seit 1972 eine Gesamtkirchengemeinde und gehören zum Dekanat Allgäu-Oberschwaben im Bistum Rottenburg-Stuttgart. Seit 2002 bildeten St. Maria und Hl. Geist eine Seelsorgeeinheit, 2022 wurden alle drei Gemeinden in einer gemeinsamen Seelsorgeeinheit zusammengefasst. In Weingarten sind auch die Schönstätter Marienschwestern ansässig.
Im 19. Jahrhundert zogen auch Protestanten nach Altdorf bzw. Weingarten. 1825 wurde eine evangelische Kirchengemeinde gegründet, die zum Dekanat bzw. Kirchenbezirk Ravensburg der Evangelischen Landeskirche in Württemberg gehört. Die Evangelische Kirchengemeinde Weingarten mit heute drei Pfarrämtern umfasst neben der Stadt Weingarten auch die bürgerlichen Nachbargemeinden Schlier und Berg. 1883 baute sich die Gemeinde – Architekt war Christian Friedrich von Leins – ihre eigene Stadtkirche, 1956 kam das Martin-Luther-Gemeindehaus hinzu (Umbau 2018), 1993 das Gemeindezentrum in Berg.
Neben den beiden großen Kirchen sind auch die Kirche Jesu Christi der Heiligen der Letzten Tage (Mormonen) mit einer Gemeinde und die Zeugen Jehovas mit einer Versammlung in Weingarten vertreten.
Seit dem Zuzug russischer Emigranten nach dem Zerfall der Sowjetunion, von denen ein nicht unerheblicher Teil jüdischen Glaubens ist, entstand in Weingarten eine bescheidene jüdische Gemeinde mit derzeit ca. 50 Mitgliedern. Sie nutzt für ihre religiösen Zeremonien bislang einen Hinterraum, eine Synagoge gibt es seit dem 15. Jahrhundert im Schussental nicht mehr.
Die folgende Statistik zeigt die Entwicklung der Religionszugehörigkeit von 1821 bis 1987:
| Jahr | Einwohner | katholisch | evangelisch | sonstige |
| ---- | --------- | ---------- | ----------- | -------- |
| 1821 | 02.234    | 02.205     | 00.029      | 00.000   |
| 1900 | 06.443    | 05.358     | 01.078      | 00.007   |
| 1925 | 07.035    | 05.907     | 01.098      | 00.030   |
| 1950 | 11.585    | 09.451     | 02.277      | 00.130   |
| 1987 | 20.918    | 14.572     | 04.296      | 02.050   |

## Politik

### Verwaltungsverband
Die Stadt Weingarten ist Mitglied im Gemeindeverwaltungsverband Mittleres Schussental.

### Gemeinderat

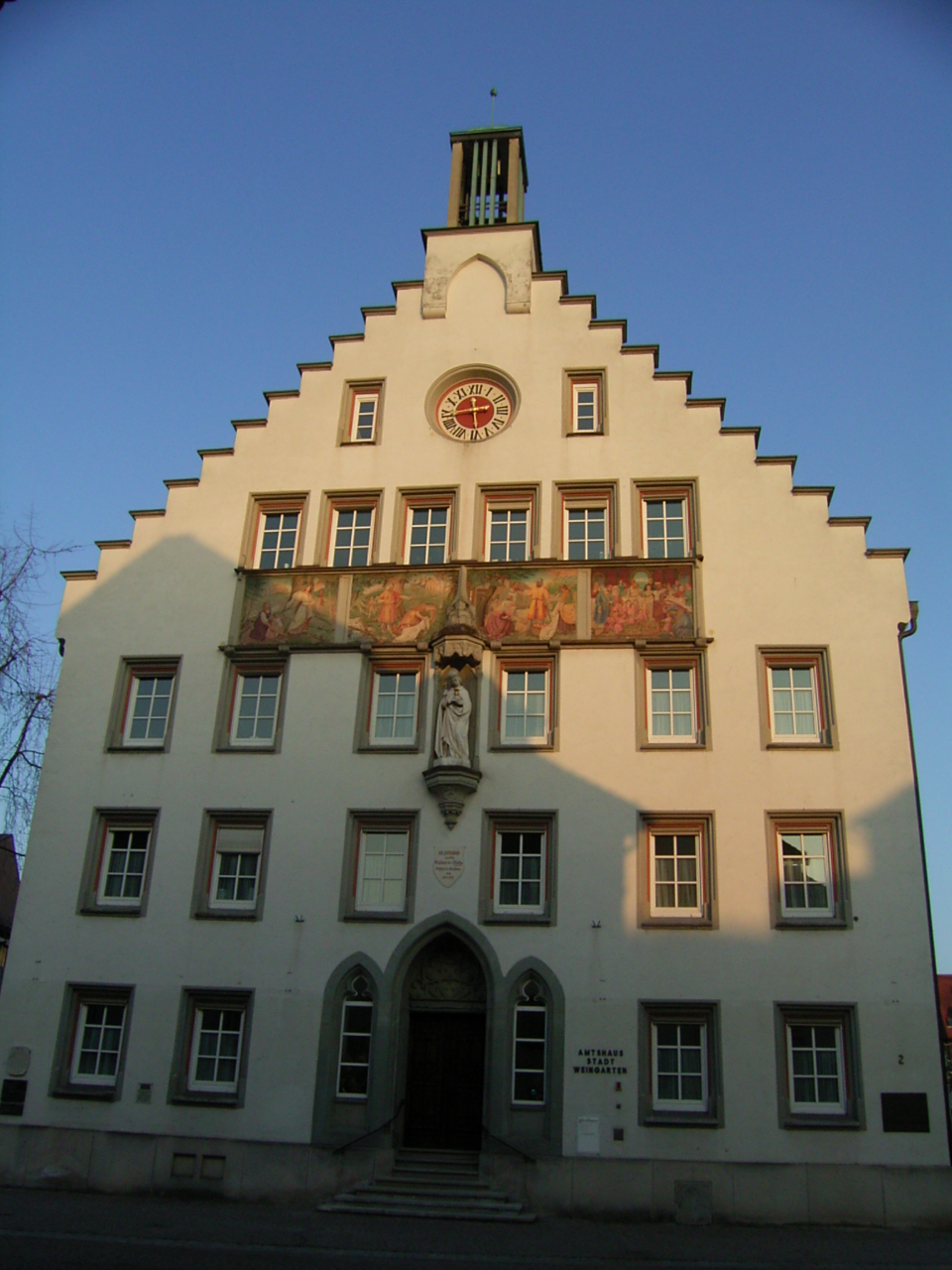
Amtshaus von Weingarten

Die Kommunalwahl vom 9. Juni 2024 führte zu folgendem Ergebnis:
| Sitzverteilung im Gemeinderat 2024Insgesamt 26 Sitze - SPD: 3 - Grüne: 6 - FDP: 1 - BfW: 3 - FW: 7 - CDU: 6 BfW = Bürger für Weingarten | Gemeinderatswahl Weingarten 2024Wahlbeteiligung: 56,02 % (2019: 52,49 %) %3020100 27,4 %23,5 %21,5 %13,3 %10,2 %4,0 % FWGrüneCDUSPDBfWFDPGewinne und Verlusteim Vergleich zu 2019 %p 4 2 0 −2 −4 −6+1,2 %p−5,6 %p+0,2 %p+0,4 %p+0,6 %p+4,0 %pFWGrüneCDUSPDBfWFDP |

### Jugendgemeinderat
In Weingarten wurde 1985 der bundesweit erste Jugendgemeinderat (JGR) gegründet. Der Jugendgemeinderat Weingarten als Möglichkeit der politischen Partizipation von Jugendlichen machte bundesweit Schule.
An der Entstehung maßgeblich beteiligt war der damalige Oberbürgermeister Rolf Gerich. Die Schule mit den meisten Schülern bekommt die meisten Sitze im Jugendgemeinderat. Jedes Jahr im Herbst finden an den Schulen von Weingarten Wahlen statt.
Zur Erfüllung seiner Aufgaben kann der Jugendgemeinderat ca. 10.000 Euro jährlich an ausgewählte Projekte vergeben.

### (Ober-)Bürgermeister

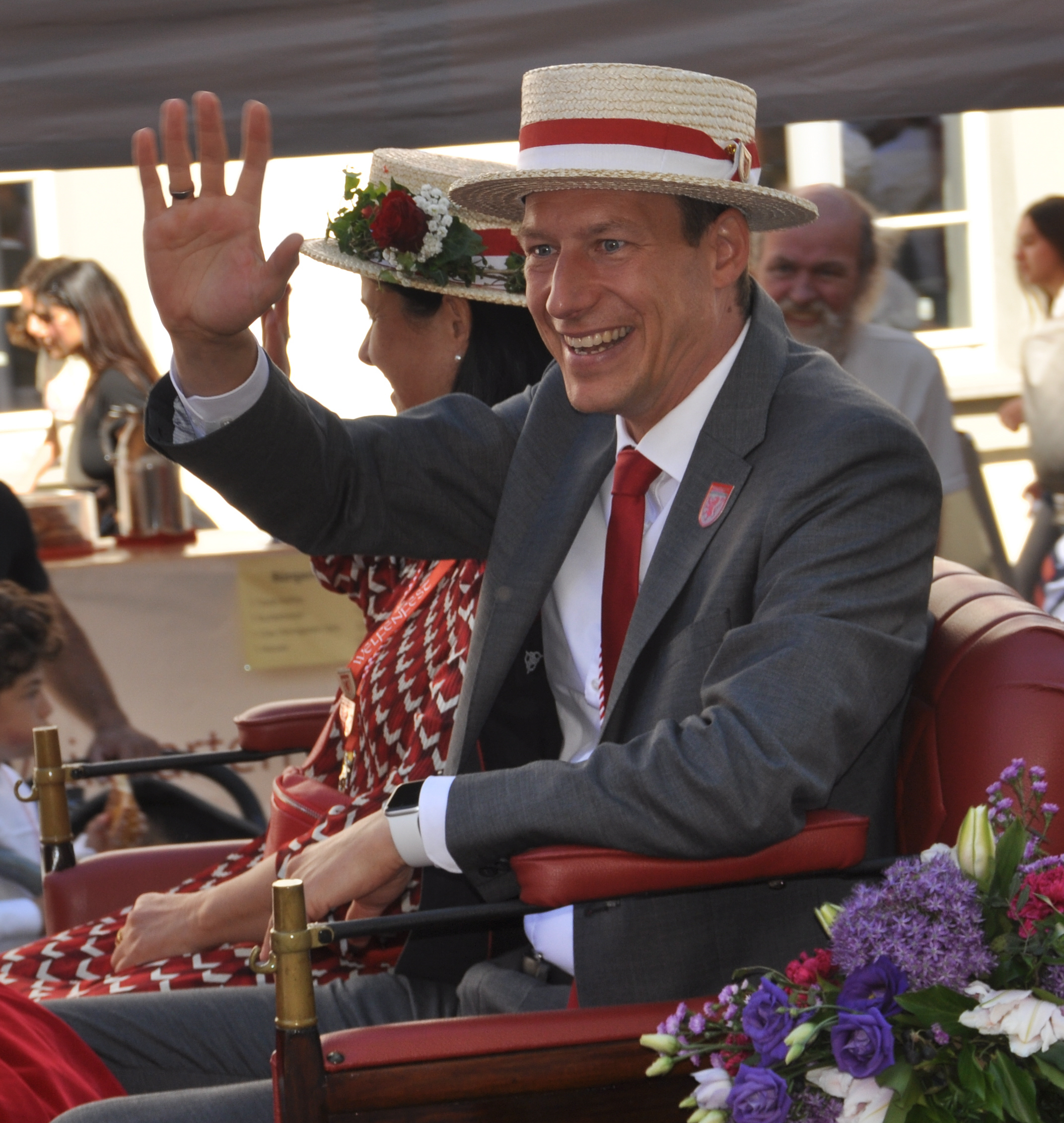
Oberbürgermeister Clemens Moll beim Welfenfest 2022

Altdorf hatte bis ins 19. Jahrhundert nur eine beschränkte Selbstverwaltung und keine Vertretung der Bürger. An der Spitze stand der von der Abtei eingesetzte Ammann, bei dessen Wahl jedoch die Bürger von Altdorf mitwirken konnten. Die richterliche Gewalt lag beim Ammann bzw. bei der Abtei (niedere Gerichtsbarkeit) und beim Landvogt (hohe Gerichtsbarkeit). In württembergischer Zeit leitete dann der Bürgermeister, später Schultheiß die Gemeindeverwaltung, auch gab es einen Rat.
- 1789–1810: Sebastian Schafheitlin
- 1810–1819: Franz Gerth
- 1819–1826: Sebastian Matt
- 1826–1842: Georg Josef Rugel
- 1842–1855: Konrad Prielmayer
- 1855–1889: Friedrich Seifriz
- 1889–1904: Karl Egger
- 1905–1920: Josef Reich
- 1920–1937: Wilhelm Braun
- 1937–1945: zwangseingemeindet nach Ravensburg
- 1945–1954: Wilhelm Braun
- 1954–1975: Richard Mayer (ab 1974 Oberbürgermeister)
- 1975–1992: Rolf Gerich
- 1992–2008: Gerd Gerber
- 2008–2022: Markus Ewald
- seit 2022: Clemens Moll

Ewald trat Ende Januar 2022 aus gesundheitlichen Gründen vorzeitig von seinem Amt zurück. Am 3. April 2022 wurde Clemens Moll (CDU) mit 62,5 Prozent der Stimmen zum Oberbürgermeister gewählt. Er trat das Amt am 1. Juli 2022 an.

### Wappen

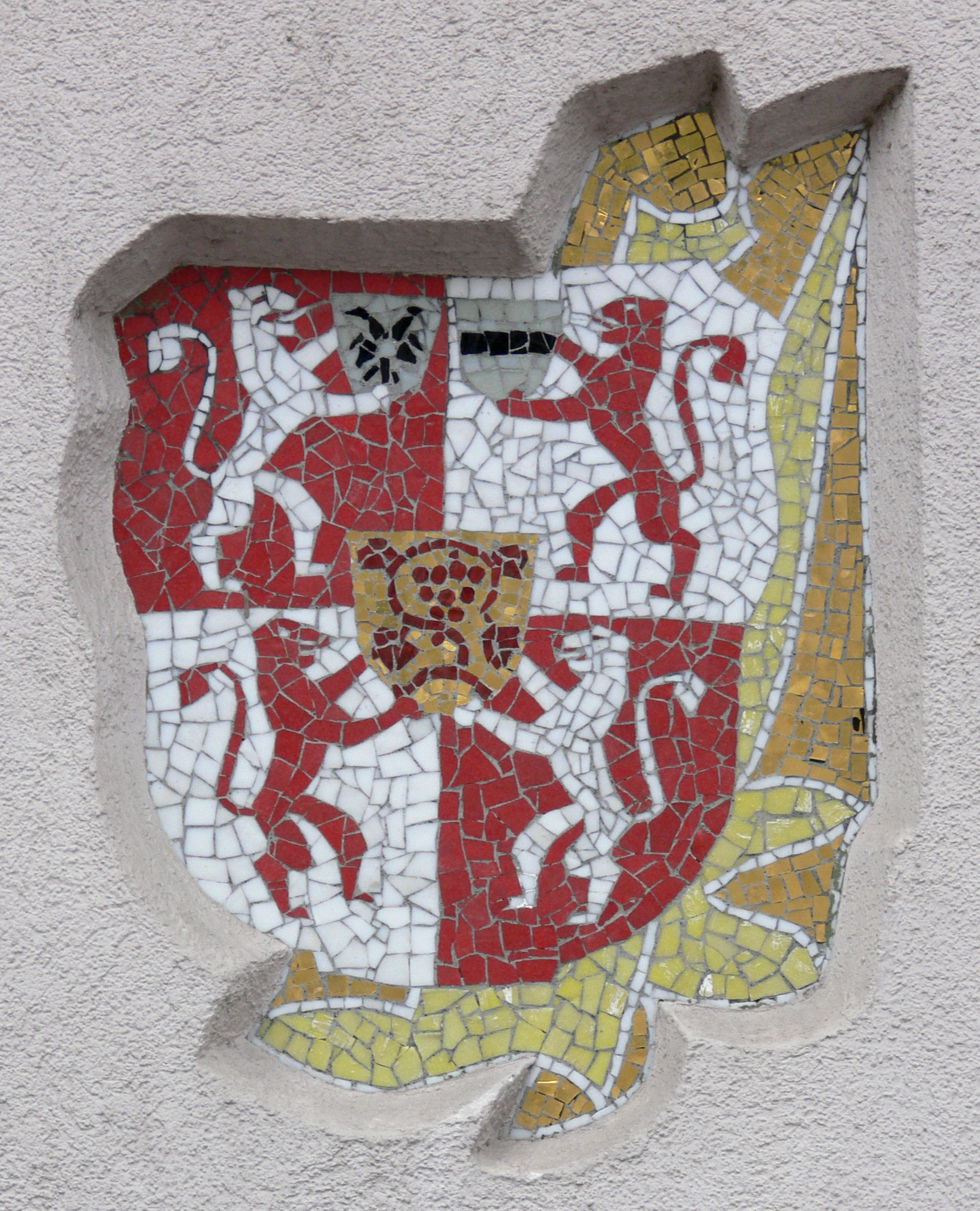
Das Wappen der Stadt in Mosaik

Wappenbeschreibung: Geviert mit Herzschild, darin in Gold auf grünem Dreiberg ein natürlicher Rebstock.
- Feld 1: in Rot ein nach links gekehrter silberner Löwe, der in den Vorderpranken einen goldenen Schild mit dem schwarzen Doppeladler hält.
- Feld 2: in Silber ein roter Löwe, der in den Vorderpranken einen roten Schild mit silbernem Balken hält
- Feld 3: in Silber ein nach links gekehrter roter Löwe
- Feld 4: in Rot ein silberner Löwe

Das Wappen (ohne den Herzschild) wurde dem Flecken Altdorf 1555 verliehen. Die Löwen verweisen auf die Welfen, der schwarze Doppeladler auf das Heilige Römische Reich, die Farben sowie der rote Schild mit silbernem Balken (Bindenschild) auf die Zugehörigkeit zu Vorderösterreich. Das Wappen Altdorfs enthielt keinen Hinweis auf das Kloster Weingarten.
Mit der Erhebung zur Stadt und der Umbenennung in Weingarten wurde dem Wappen 1865 der Herzschild hinzugefügt, der eine sprechende Wappenfigur aus dem Wappen der Reichsabtei Weingarten zeigt: einen Rebstock, dessen Windungen die Form eines Abtsstabs ergeben (siehe auch Wappen von Unterwaldhausen).

### Städtepartnerschaften
Weingarten unterhält mit den folgenden sechs Städten eine Städtepartnerschaft:
Burgeis (Gemeinde Mals/Italien), seit 1959
Bron (Frankreich), seit 1963, hierzu besteht seit 2015 eine Partnerschaftsgruppe
Blumenau (Brasilien), seit den 1970er Jahren
Brest (Belarus), seit 1989 (Partnerschaft mit dem Gemeindeverwaltungsverband Mittleres Schussental, zu dem auch Weingarten gehört)
Grimma (Deutschland), seit 1990
Mantua (Italien), seit 1998, hierzu besteht seit 2001 ein Freundeskreis

## Kultur und Sehenswürdigkeiten

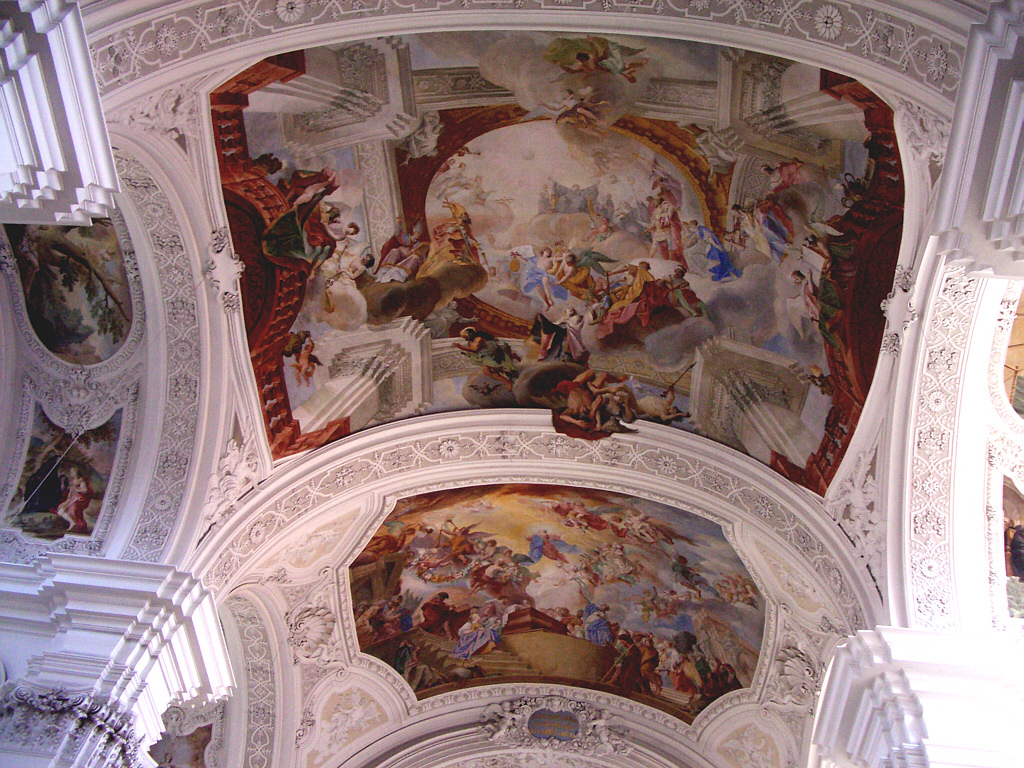
Deckenfresken der Basilika

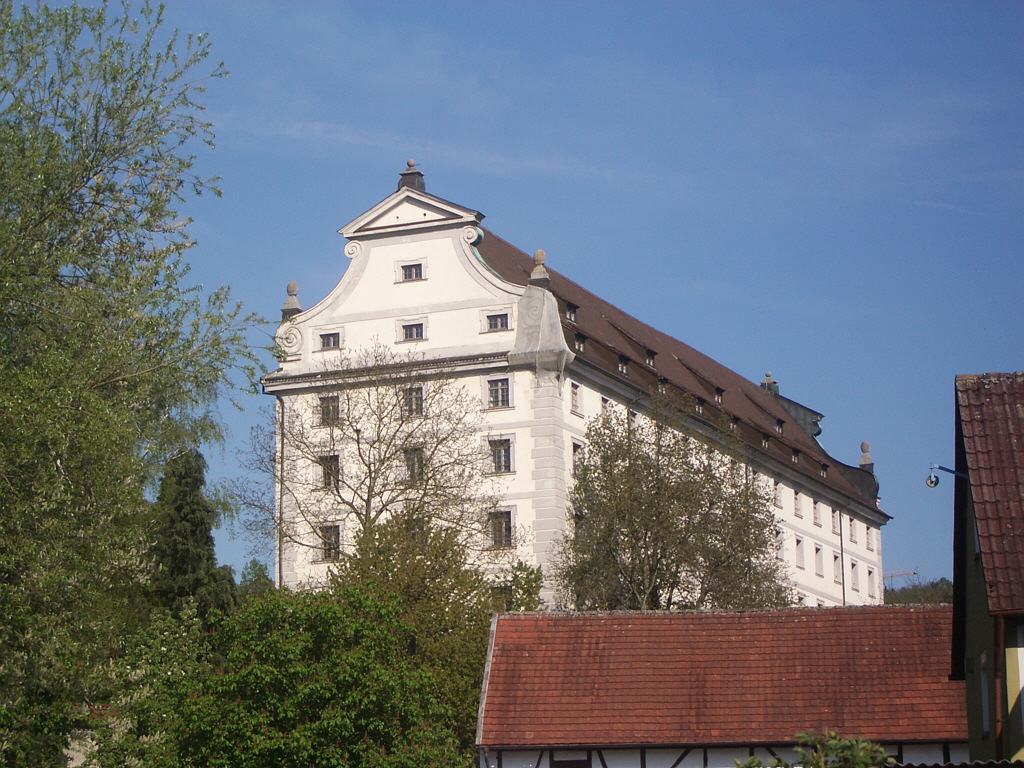
Fruchtkasten

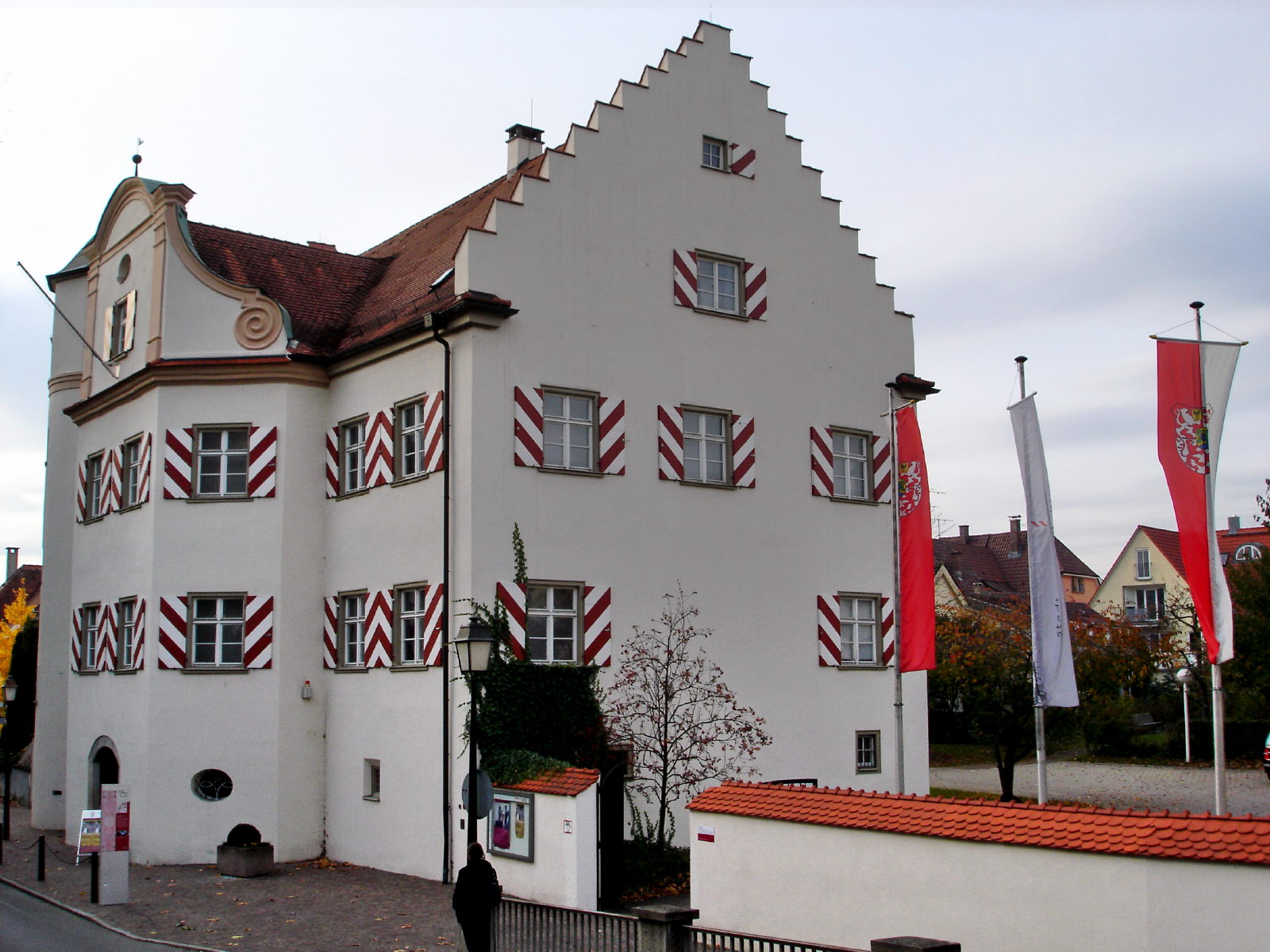
Stadtmuseum Schlössle

### Bauwerke
Die Basilika St. Martin ist das Wahrzeichen der Stadt. Sie wurde als Klosterkirche der Abtei Weingarten erbaut und gilt als größte Barockkirche nördlich der Alpen. Sie misst ungefähr die halbe Länge des Petersdoms in Rom und trägt deshalb u. a. den Beinamen „Schwäbisch St. Peter“. Die von Caspar Moosbrugger geplante und von Franz Beer und anderen errichtete Kirche ist heute noch Zeugnis der Macht und des Reichtums der einst reichsfreien Benediktinerabtei. Zur reichen Ausstattung gehören Fresken von Cosmas Damian Asam, Stuckarbeiten und Chorgestühl von Joseph Anton Feuchtmayer.
Die Große Orgel von Joseph Gabler (1750) gilt als eine der bedeutendsten Barockorgeln Deutschlands, sie wurde von 1981 bis 1983 restauriert. Der Titel einer Basilica minor wurde dem Münster 1956 durch Papst Pius XII. verliehen. Im Dachstuhl haben zahlreiche streng geschützte Fledermäuse eine Heimat gefunden.
Die umgebenden barocken Klostergebäude werden von der Benediktinerabtei Weingarten (bis 2010), der Pädagogischen Hochschule und der Akademie der Diözese Rottenburg-Stuttgart genutzt. Die Hochschulgebäude sind großteils zugänglich, die Abtei und deren mittelalterlicher Kreuzgang dagegen nur im Rahmen besonderer Ausstellungen und Führungen zu besichtigen. Der barocke Fruchtkasten (Kornspeicher) des Klosters von 1688 ist seit 1972 Sitz der Bibliothek der Pädagogischen Hochschule und seit 1986 ebenfalls Sitz der Bibliothek der Hochschule Ravensburg-Weingarten. Die Höfe der Klosteranlage wurden im Sommer für Open-Air-Aufführungen der Klosterfestspiele genutzt, 2016 wurden die Festspiele jedoch nach Nessenreben verlegt.
Den Bedürfnissen des Klosters (Wasserversorgung, Wasserkraft u. a.) – und dem Leitsatz des hl. Benedikts „Ora et labora“ („Bete und arbeite“) – verdankt die Stadt den Stillen Bach, eines der ältesten Kanalsysteme Deutschlands. In der Nähe des Stillen Bachs ist der Russenfriedhof, ein Soldatenfriedhof für Gefallene der Armee des Generals Alexander Suworow, die 1799 auf dem Rückzug von seinem Alpenfeldzug hier bestattet wurden.
Das Schlössle wurde um 1550 als Verwaltungssitz der vorderösterreichischen Landvogtei Schwaben im Stil der Renaissance erbaut. Im 18. Jahrhundert war es Wohnsitz der kaiserlichen Landrichter (aus dieser Zeit stammen reiche barocke Stuckaturen von Franz Schmuzer), im 19. und frühen 20. Jahrhundert diente es als Wohngebäude für Offiziere. Seit 2001 ist im Schlössle das Stadtmuseum untergebracht, das Zeugnisse der Geschichte von Stadt und Kloster präsentiert. Im Dachgeschoss finden Wechselausstellungen statt, der Hof wurde bis 2011 jeweils im Sommer für Theateraufführungen der Klosterfestspiele genutzt.
Die neugotische Evangelische Stadtkirche Weingarten wurde 1883 eingeweiht.
Das Kultur- und Konkresszentrum (kurz: Kuko) wurde 1989 eröffnet. Es ersetzte die an gleicher Stelle von 1947 bis 1950 mit Hilfe von Trümmerteilen der im Zweiten Weltkrieg zerstörte Argonnenkaserne und 1988 abgerissene Stadthalle.
Wie der Vorgängerbau wird es für Konzerte, Theatergastspiele, Bälle und andere Veranstaltungen genutzt. Das Kuko ist einerseits kulturelles Bürger-Zentrum für die Bewohner der Region, andererseits, Kongress- und Tagungszentrum für Verbände, Firmen und Institutionen. Der „Welfensaal“ bietet samt Erweiterung um den „Staufersaal“ auf einer Fläche von 1126 m² mehr als 1000 Personen Platz. Außerdem beherbergt es darüber hinaus sechs kleinere Säle und Tagungsräume sowie ein Restaurant, eine Tiefgarage und ein Hotel.

### Burgruinen
In Weingarten findet man heute noch Spuren alter Burgen. So gibt es im Lauratal noch Überreste der Burg Wildeneck sowie einen Gedenkstein der Haslachburg, auf der angeblich Kaiser Friedrich Barbarossa geboren wurde. Weitere Burgen werden auf dem Martinsberg vermutet, auf dem heute die Basilika ihren Platz hat, sowie auf dem Hallersberg die Welfenburg.

### Museen
- Das Stadtmuseum im Schlössle dokumentiert seit 2001 die Geschichte der Stadt Weingarten, angefangen von den Welfen über den Flecken Altdorf bis zum Bauernkrieg mit dem Weingartener Vertrag. Das Heimatmuseum ist im ehemaligen Gebäude des Verwaltungssitzes der vorderösterreichischen Landvogtei Schwaben, dem sogenannten Schlössle, untergebracht.
- Das Alamannenmuseum Weingarten im ehemaligen Kornhaus beherbergt die reichhaltigen archäologischen Funde aus dem frühmittelalterlichen Gräberfeld von Weingarten und ist eines der größten Spezialmuseen zur Geschichte der Alamannen.
- Das Fasnetsmuseum[46] der Plätzlerzunft zeigt über 50 lebensgroße Figuren und viele weitere Gegenstände und Dokumente zur Geschichte der schwäbisch-alemannischen Fasnet in Weingarten.
- Das Museum für Klosterkultur zeigt in sieben Räumen Klostertrachten, Andachtsfiguren und andere Objekte der katholischen Volksfrömmigkeit aus der Sammlung Jürgen Hohl.

### Pilgerweg
Durch das Kloster Weingarten führt der historische Jakobspilgerweg, der im spanischen Santiago de Compostela endet. Das Kloster liegt am Teilstück Oberschwäbischer Jakobsweg von Ulm nach Konstanz. Eine Metalltafel am nördlichen Zugang zur Kirche zeigt den Weg: noch 2400 km bis Santiago. So wird Weingarten auf diesem Weitwanderweg heute wieder von vielen Menschen zu Fuß und mit dem Fahrrad besucht.
← Vorhergehender Ort: Bad Waldsee bzw. Bergatreute | Weingarten (Württemberg) | Nächster Ort: Ravensburg →

Ulmer Münster |
Ulm |
Grimmelfingen |
Einsingen |
Erbach |
Donaurieden |
Oberdischingen |
Ersingen |
Rißtissen |
Untersulmetingen |
Obersulmetingen |
Schemmerberg |
Äpfingen |
Laupertshausen |
Mettenberg |
Biberach an der Riß |
Reute |
Grodt |
Muttensweiler |
Steinhausen |
Wallfahrtskirche Steinhausen |
Winterstettenstadt |
Bad Waldsee |
Bergatreute |
Weingarten |
Ravensburg |
Brochenzell
Östliche Route:
Meckenbeuren |
Tettnang |
Gießenbrücke |
Heiligenhof |
Atlashofen |
Hüttmannsberg |
Gattnau |
Arensweiler |
Selmnau |
Hattnau |
Nonnenhorn
Westliche Route:
Rammetshofen |
Unterteuringen |
Hepbach |
Leimbach |
Möggenweiler |
Markdorf |
Meersburg |
Bodensee |
Staad |
Konstanz |
Konstanzer Münster

### Regelmäßige Veranstaltungen

#### Fasnet

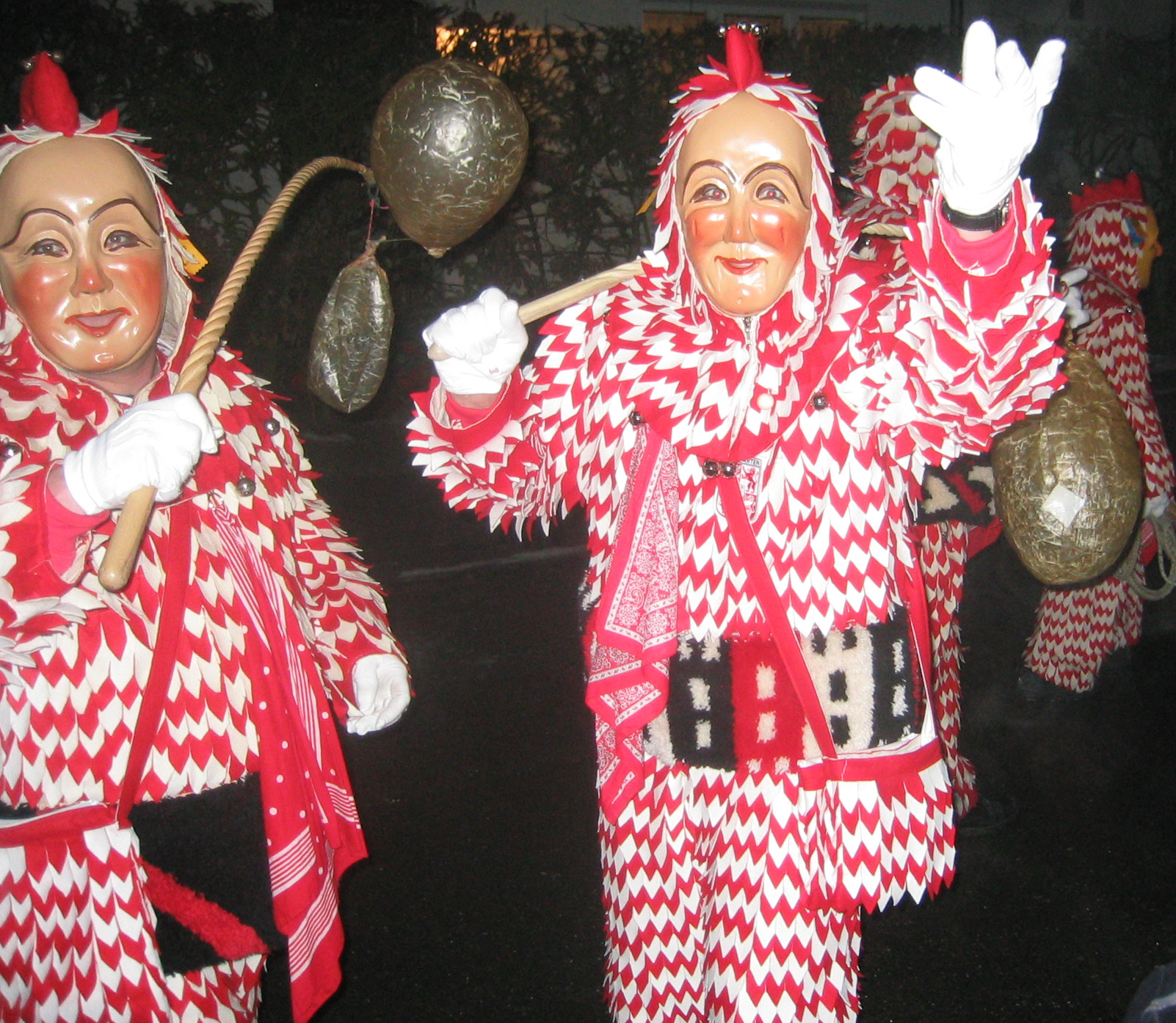
Fasnet: Rotweißer Plätzler

Die schwäbisch-alemannische Fasnet hat in Weingarten möglicherweise eine Tradition seit 1348, als Rathaustänze nach einer Pestepidemie stattgefunden haben sollen. Diese Jahreszahl dürfte jedoch eine Erfindung des 19. Jahrhunderts sein. Gepflegt wird die Fasnetstradition in erster Linie von der in den 1920er-Jahren gegründeten Plätzlerzunft Altdorf-Weingarten 1348 e. V. mit ihren Narrenfiguren Plätzler, Schlößlenarr, Lauratalgeist sowie Waldweible und Wurzelsepp. Daneben gibt es den Mostclub L von 1908 und seit den 1980er-Jahren noch die Narrenvereinigungen Bockstall und Wikinger. Auch andere Vereine, freie Gruppen und Musikgruppen wirken traditionell an der Fasnet mit.
Nach dem Einschnellen am Dreikönigstag (6. Januar) und dem Maskenabstauben am Freitag nach Dreikönig, beginnt die Hauptfasnet am Abend vor dem Gumpigen Donnerstag mit der „Brunnenputzede“. Am Gumpigen Donnerstag, dem Haupttag der schwäbisch-alemannischen Fasnet, wird in aller Frühe die Fasnet verkündet die Schüler werden aus ihrem Joch befreit, der Oberbürgermeister abgesetzt und eine närrische Bürgerversammlung abgehalten. Nach einem Kinderumzug wird der Narrenbaum durch die Stadt gezogen und auf dem Münsterplatz gesetzt. Gleich darauf folgt der wohl älteste Brauch dieser Stadt: der Rathaustanz, der auf das Jahr 1348 zurückgehen soll. In diesem Jahr endete in Oberschwaben eine schreckliche Beulenpest und die Überlebenden sollen vor Freude um den Rathausbrunnen getanzt haben. Der Tag endet mit dem Hemdglonkerumzug, einem Lärmumzug bei dem jedermann im Schlafanzug oder Nachthemd, grölend und Lärm verbreitend durch die Innenstadt springen darf.
Am Bromigen Freitag werden die Altersheime besucht, und die Bockstallnarren pflegen das „Geizig-Rufen“. Am Fasnetssonntag findet traditionell der große Narrensprung mit ca. 5000 Mitwirkenden statt. Neben den Weingartner Narrenfiguren sind auch viele auswärtige Zünfte aus dem Bereich der schwäbisch-alemannischen Fasnet zu sehen. Am Fasnetsmontag findet die „Mostclubsitzung“ statt. Dort wird lokales aber auch politisches Geschehen der Stadt an den Pranger gestellt. Am Fasnetsdienstag wird mit dem Brezelwerfen in der Innenstadt ein alter Heischebrauch gepflegt, bevor abends nach der Ordensverleihung die Fasnet unter den Tränen des Beerdigungsvereins Großmaul auf dem Münsterplatz verbrannt wird. Aschermittwoch um 5:30 Uhr wird der Narrenbaum gefällt, und abends erhalten die Narren die Aschenspende in der Basilika Weingarten. Am folgenden Samstag schließt sich der Kreis mit dem Funkenringwürfeln im Zunfthaus.
1990, 1998, 2006 und 2015 richtete die Plätzlerzunft das Landschaftstreffen der Region Oberschwaben-Allgäu der VSAN aus. Für 2024 ist in Weingarten das große Narrentreffen aller Zünfte der VSAN zu deren 100-jährigen Jubiläum geplant. Der Südwestrundfunk übertrug 2006 und 2015 den großen Narrensprung live im Fernsehen.

#### Blutritt

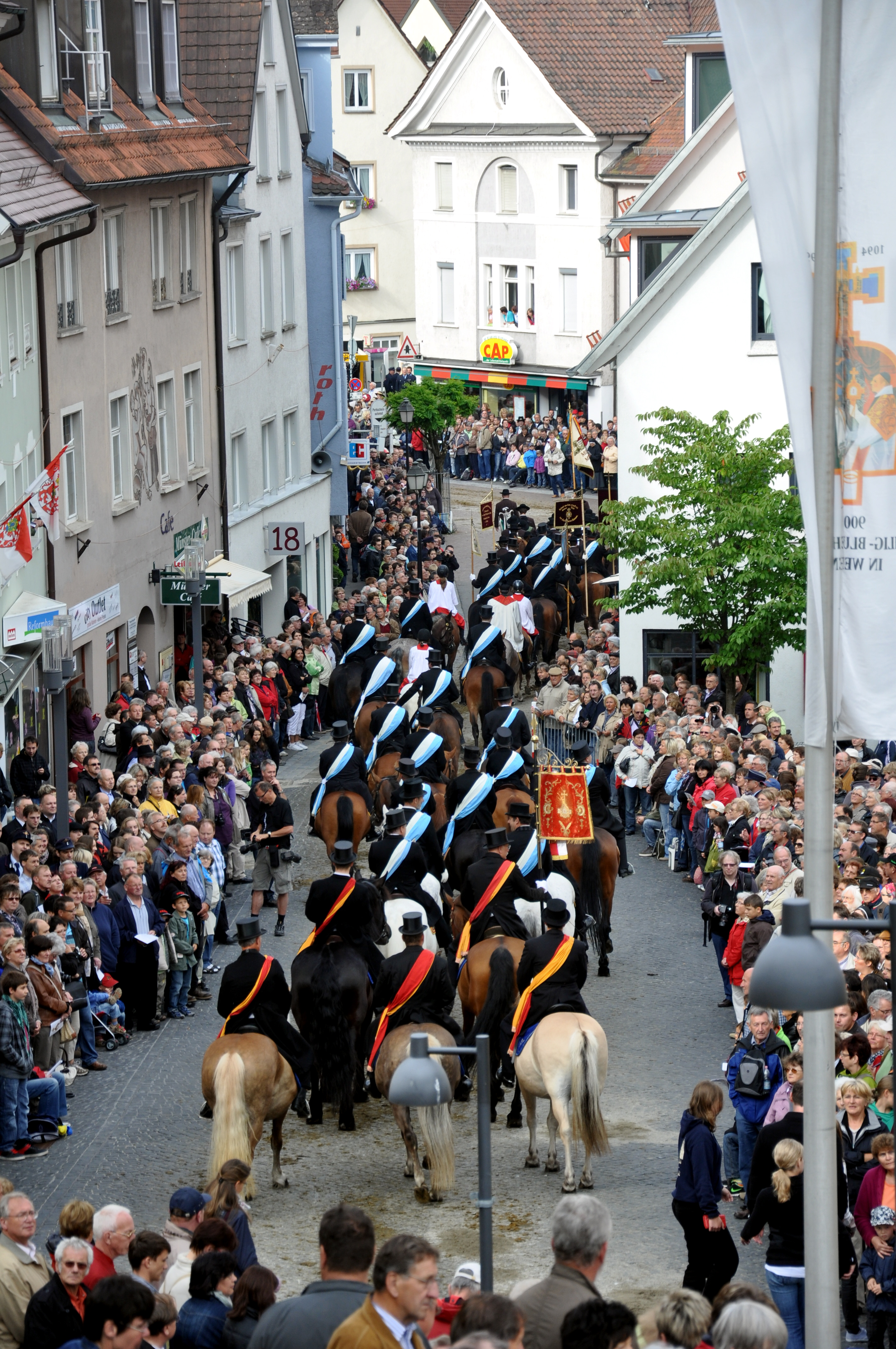
Blutritt auf dem Münsterplatz 2011

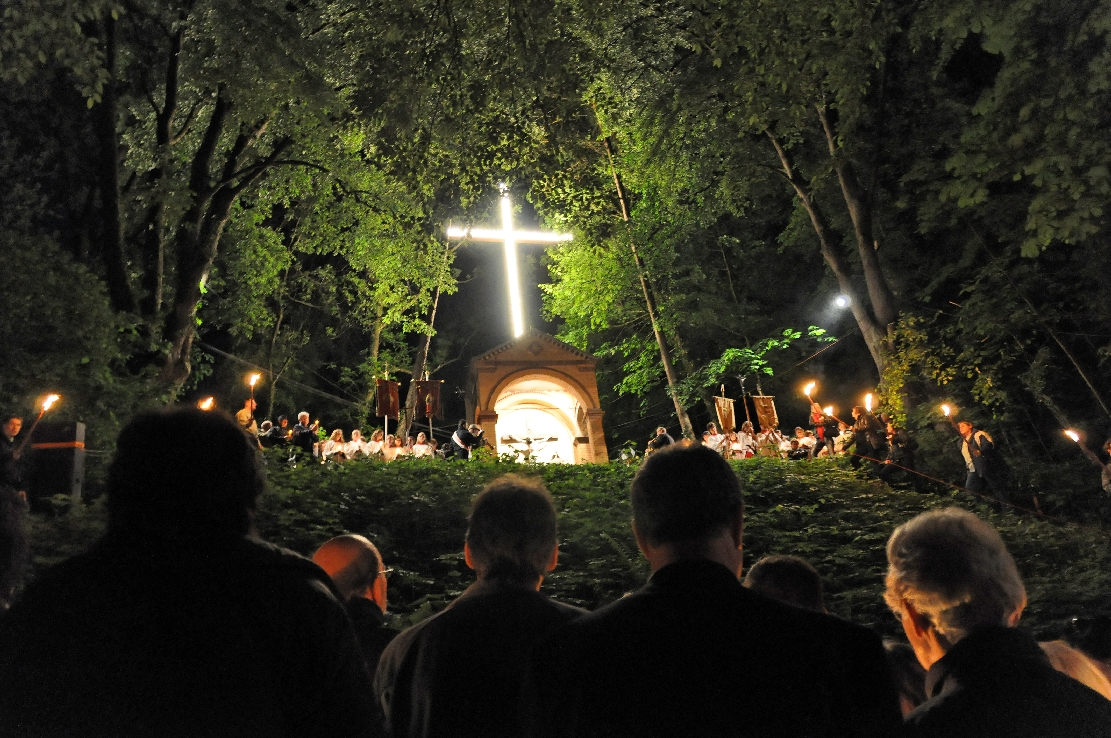
Abendliche Lichterprozession zum Kreuzberg

Am Freitag nach Christi Himmelfahrt findet der Blutritt statt, die größte Reiterprozession der Welt zu Ehren einer Reliquie, die der Legende nach mit Blutstropfen Jesu Christi getränkte Erde enthält.
Dieser Blutstropfen soll von einem römischen Legionär aufgefangen worden sein, der später als der Heilige Longinus bekannt wurde. Mit seinen Gebeinen kam die Reliquie nach Mantua. Von dort kam ein Teil der Reliquie über Kaiser Heinrich III., Graf Balduin V. von Flandern und dessen Tochter, Stieftochter oder Halbschwester (je nach Quelle) Judith zu den Welfen und schließlich nach Weingarten. Die Reliquie wird vom Heilig-Blut-Reiter mitgeführt, der den Segen des Heiligen Blutes für Haus, Hof und Felder spendet.
Der Blutritt wurde 1529 erstmals schriftlich erwähnt und bereits damals als Brauch „von alt her“ bezeichnet. Er gilt als ein wesentlicher Bestandteil der oberschwäbischen Tradition und Identität. Zum Auftakt des Blutrittes nehmen an Christi Himmelfahrt Tausende von Pilgern an einer abendlichen Lichterprozession zum Kreuzberg (seit 1890) teil. Am Blutfreitag beginnt dann ab ca. 7:00 Uhr morgens der Blutritt, an dem rund 3000 Reiter in Frack und Zylinder und zahlreiche Musikkapellen teilnehmen. Der Blutritt wird an den Straßen der Stadt von etwa 30.000 Pilgern und Zuschauern verfolgt. Der Kinofilm Die Blutritter (2004) von Douglas Wolfsperger zeigt Teilnehmer und Pilger am Blutritt und ihr Leben in der Region. Eine Eintragung als immaterielles UNESCO-Weltkulturerbe scheiterte vorerst an der Tatsache, dass keine Frauen zu Pferd teilnehmen konnten. Seit 2021 ist die Teilnahme von Frauen erlaubt und in das Ermessen der lokalen Blutreitergruppen gestellt.

#### Welfenfest
Das „Schüler- und Heimatfest“ begann um 1750 als Schulausflug (dem sogenannten Schulertag). Die Schüler zogen von Haus zu Haus, erbettelten Gaben und verzehrten diese beim Spielen und Singen vor dem Ort. 2011 wurde der Name des Festes geändert in „Welfenfest Weingarten“. Dieses ist heute ein großes Volksfest mit zehntausenden Besuchern und mehreren tausend Teilnehmenden am Umzug; es beginnt jeweils drei Wochen vor den Sommerferien und dauert fünf Tage.
Begleitet werden die verschiedenen Veranstaltungen vom bunten Treiben auf dem Festplatz, das im Feuerwerk am Montagabend seinen Höhepunkt findet.

#### Klosterfestspiele
Bereits vor Beginn der Klosterfestspiele im Jahr 2000 gab es Theateraufführungen auf dem Martinsberg. Erst 2000 wurde diese Tradition von der Stadt Weingarten und dem Kloster wieder aufgenommen. Seit diesem Jahr waren einige große Theaterstücke im Mittelpunkt dieser Klosterfestspiele.
Bis 2016 fanden die Aufführungen im Hof der Klosteranlagen statt, 2016 wurde der Festspielort ins Hofgut Nessenreben verlegt. Danach wurde das Festival abgeschafft, da die Stadt Weingarten die Subventionen nicht mehr finanzieren konnte.
- 2000/2001: Jedermann – Hugo von Hofmannsthal
- 2002: Antigone – Jean Anouilh
- 2003: Der Geizige – Molière
- 2004: Romeo und Julia – William Shakespeare
- 2005: Die Jungfrau von Orleans – Friedrich Schiller und Die Auswanderer – Uli Boettcher & Brian Lausund
- 2006: Ein Sommernachtstraum – William Shakespeare und Das Ei ist hart – Loriots Leckerbissen – Vicco Bülow
- 2007: Nathan der Weise – Gotthold Ephraim Lessing und Sonny Boys – Neil Simon
- 2008: Faust – Der Tragödie erster Teil – Goethe und Die Heirat – Nikolai Gogol
- 2009: Der zerbrochne Krug – Heinrich von Kleist und Ritter Unkenstein – Karl Valentin
- 2010: Kabale und Liebe – Friedrich Schiller und Schnüffler, Sex und schöne Frauen – Tony Dunham
- 2011: Was ihr wollt – William Shakespeare und Mirandolina – Carlo Goldoni
- 2012: Die Physiker – Friedrich Dürrenmatt
- 2013: Der Hauptmann von Köpenick – Carl Zuckmayer
- 2014: Amadeus – Christof Küster und Tom Sawyer und Huckleberry Finn – Inszenierung von Nadine Klante
- 2016: Leben des Galilei – Bertolt Brecht und Meisterdetektiv Kalle Blomquist – Astrid Lindgren

#### Stadtfest
Immer am letzten Augustwochenende findet in Weingarten das Stadtfest statt. Die Bewirtung des Festes übernehmen die örtlichen Vereine. Auf verschiedenen Bühnen in der Innenstadt spielen Live-Bands. An beiden Tagen findet ein großer Flohmarkt statt sowie am Samstag im Stadtgarten der Kinderflohmarkt. Eröffnet wird das Fest vom Oberbürgermeister der Stadt sowie dem Vorsitzenden des Stadtfest-Ausschusses mit dem Fassanstich.

#### Drachenfest in Nessenreben
Jedes Jahr am ersten Oktoberwochenende findet auf dem ehemaligen Truppenübungsplatz Nessenreben das Drachenfest statt, das tausende Besucher anlockt.
Auf der großen Wiese können Besucher ihre Drachen steigen lassen oder an verschiedenen anderen Aktivitäten wie Bogenschießen oder Kinderschminken teilnehmen. Als Höhepunkt findet ein Heißluftballonstart mit mehreren Heißluftballonen statt.

#### Sonstige Veranstaltungen
- Herbstschau, die Ausstellung der lokalen Unternehmen und Vereine findet seit 2004 jedes Jahr im September oder Oktober statt. Im Jahr 2016 wurde die Veranstaltung zusammen mit Baienfurt auf dem Gelände der ehemaligen Papierfabrik Stora Enso unter dem Namen „Falkenhorst“ durchgeführt.
- Internationale Weingartener Tage für Neue Musik, Musikfestival im Herbst (1986 bis 2016), Nachfolgefestival seit 2021 unter dem Namen weit! neue musik weingarten
- Maifest, Alle 2 Jahre findet das Maifest auf dem Münsterplatz in der Nacht auf den 1. Mai statt. Dieses wird vom Gewerbe- und Handelsverein Weingarten e. V. organisiert.

### Einmalige Veranstaltungen
1993 veranstaltete der Verlag Ravensburger die Memory-Europameisterschaften in Weingarten. 1998, 2006 und 2015 veranstaltete die Plätzlerzunft das VSAN-Landschaftstreffen der Region Oberschwaben-Allgäu, wo 2015 auch die 1. Plätzler-WM im Karbatschenschnellen ausgetragen wurde. 2004 fanden die Heimattage Baden-Württemberg in Weingarten statt.
Bei der Tour de Ländle war Weingarten 2006 und 2015 Etappenziel. Der Landesjugendfeuerwehrtag Baden-Württemberg fand 1992 in Weingarten statt. Die Feuerwehren aus Ravensburg und Weingarten veranstalteten 2008 den Landesfeuerwehrtag Baden-Württemberg. Vom 17.–18. Juli 2009 fand im Ermlandhof Weingarten das Open-Air-Festival „Classic Rock Night“ statt. Hierbei waren die Manfred Mann’s Earth Band, The Sweet, Smokie, The Rattles und Middle of the Road zu Gast.

### Sport
In Weingarten gibt es zahlreiche Sportvereine, darunter die Trampolinspringer des TV Weingarten, die in der 1. Bundesliga springen. Die Handball-Damenmannschaft des TV Weingarten spielt in der Baden-Württemberg Oberliga, der Fußballverein SV Weingarten in der Landesliga. Die Wasserballer des Schwimmvereins Weingarten spielen in der Saison 2011/2012 in der Verbandsliga, die Basketball-Damenmannschaft der TV Weingarten Lions in der Landesliga.
Der Radfahrer-Verein Weingarten kümmert sich gemeinsam mit freiwilligen Helfern um eine Bike-Anlage (erbaut 2007), einen Flowtrail (erbaut 2014) und einen Pumptrack (eröffnet 2018) im Bereich des ehemaligen Truppenübungsplatzes und Naherholungsgebiets Nessenreben. Die drei Anlagen werden seit April 2018 unter dem Namen „Bikepark Weingarten“ zusammengefasst.

### Vereine
Verschiedene Vereine, neben den Sportvereinen, prägen das kulturelle und gesellschaftliche Leben Weingartens. Zu nennen sind aufgrund ihrer überörtlichen Wahrnehmung bzw. ihrer Bedeutung für die Brauchtumspflege insbesondere
- Plätzlerzunft Weingarten 1348 e. V.[61][62]
- Altdorfer Trachtengilde 1830 Weingarten e. V.[63]
- Moschtclub L[64]
- Narrenverein Bockstall Weingarten 1982 e. V.[65]
- Deutsch-Französische Gesellschaft Ravensburg-Weingarten e. V.[66]
- Ravensburg-Weingartener Kunstverein e. V.[67]
- Stadtgarde zu Pferd Weingarten e. V.[68]
- Musikverein Weingarten e. V. von 1907, mit dem Städtischen Orchester Weingarten (Blasorchester) als bedeutendem Klangkörper, seit 2007 Träger der Pro Musica-Plakette des Bundespräsidenten[69]

### Sagen und Märchen rund um Altdorf bzw. Weingarten und seine Abtei
Verschiedene Sagen und Märchen sind mit der Stadt Weingarten bzw. dem vormaligen Altdorf sowie der Reichsabtei Weingarten verbunden. Zu nennen sind z. B.
- Die Sage vom Mönch der Abtei Weingarten, der mit den Geistern um die Wette kegelte[70]; diese Sage wird oft synonym gesehen zu
- Die Sage von der Haslachburg und dem Glockenguss zu Weingarten, bei der ein kegelspielsüchtiger Mönch des Klosters Weingarten an einem Karfreitag mit Geistern um die Wette kegelte und dabei eine geheimnisvolle Goldkugel zur Seite bringen konnte, die zum Guss einer besonders hell tönenden Glocke verwendet wurde[71]
- Die Sage vom wilden Ritter, der sich für eine verheiratete Frau interessierte, dazu deren Gemahl meuchelte und dafür selbst hingerichtet wurde[72]
- Die Sagen rund um die Gabler-Orgel und ihre menschliche Stimme (Vox humana) in der Basilika Weingarten
- Die Sage von den Geistern im Lauratal

## Wirtschaft und Infrastruktur

### Verkehr

#### Straßen
Weingarten liegt an den Bundesstraßen B 30 und B 32. Die nächsten Autobahnzugänge liegen bei Ulm (A 8), bei Wangen im Allgäu (A 96) und bei Stockach (A 98).

#### Eisenbahn
Um 1910 wurde in Weingarten ein Güterbahnhof erbaut, für die Bahnstrecke Niederbiegen–Weingarten. Diese bestand bis 1998 und wurde zuletzt auch mit Pilgerzügen zur Basilika oder im Charterverkehr genutzt, z. B. für Schulausflüge.
Westlich von Weingarten verläuft seit 1845 die Strecke der Bahnstrecke Ulm–Friedrichshafen. Der nächste Bahnhof befindet sich im ca. 3 km entfernten Ravensburg.
Der Haltepunkt Weingarten wird seit dem 24. Mai 1998 von der Bodensee-Oberschwaben-Bahn unter der Ortsangabe Weingarten/Berg im Stundentakt bedient. Im Juli 2023 kündigte der Oberbürgermeister Clemens Moll (CDU) an, die Stilllegung des Haltepunktes zu prüfen, um Kosten zu sparen. Im Falle der Stilllegung wäre Weingarten vor Schramberg die größte Stadt Baden-Württembergs ohne Bahnanschluss.

#### Sonstiger Nahverkehr
In Weingarten verkehren neben der Bodensee-Oberschwaben-Bahn Stadtbusse (Stadtverkehr Ravensburg-Weingarten) und Regionalbusse. Weingarten gehört dem Bodensee-Oberschwaben Verkehrsverbund (bodo) an.

#### Radverkehr
Durch Alltagsrouten aus dem Radnetz Baden-Württemberg ist Weingarten
- über Ravensburg und Meckenbeuren mit Friedrichshafen,
- über Baienfurt und Baindt mit Bad Waldsee und
- über Baienfurt-Rainpadent, Baindt-Schachen, Wolpertswende (Ortsteile Mochenwangen und Wolpertswende) und Altshausen mit Bad Saulgau verbunden.

Weingarten ist Mitglied der AGFK (Arbeitsgemeinschaft Fahrrad- und Fußverkehrsfreundlicher Kommunen) in Baden-Württemberg.

#### Ehemalige Straßenbahn Ravensburg–Weingarten–Baienfurt (Bähnle)
Im Jahr 1888 wurde eine 4,2 km lange, dampfgetriebene Straßenbahnstrecke (Spurweite 1000 mm) zwischen Ravensburg und Weingarten eröffnet, die 1910 elektrifiziert wurde. 1911 erfolgte eine 2,4 km lange Erweiterung bis Baienfurt.
Am 23. Februar 1959 wurde die Strecke Ravensburg–Weingarten stillgelegt, im Juni 1959 auch die Reststrecke Weingarten–Baienfurt. Der Streckenverlauf der heutigen RAB-Omnibus-Linie Nr. 1 folgt weitgehend dem alten Streckenverlauf der Straßenbahn.

### Ansässige Unternehmen
Die CHG-Meridian AG gehört zu Europas größten Leasing-Unternehmen im Bereich Informationstechnologie. Das Unternehmen wurde 1979 in der Nachbargemeinde Berg gegründet und hat seit 2003 seinen Hauptsitz in Weingarten.
Das Druckhaus Ulm–Oberschwaben druckt mehrere Ausgaben der regionalen Tageszeitung Schwäbische Zeitung, die regionale Wochenzeitung Südfinder sowie verschiedene Amtsblätter mit kleineren Auflagen. Insgesamt 100 Mitarbeiter sind dort mit der Herstellung von wöchentlich bis zu zwei Millionen Exemplaren beschäftigt.
Die Niederlassung BRIEF Ravensburg der Deutschen Post AG hat ihren Sitz in Weingarten und betreibt dort das Briefzentrum für die Postleitregion 88. Diese Niederlassung verwaltet auch die Postleitregion 89, das Briefzentrum in Neu-Ulm und das Paketzentrum in Günzburg.

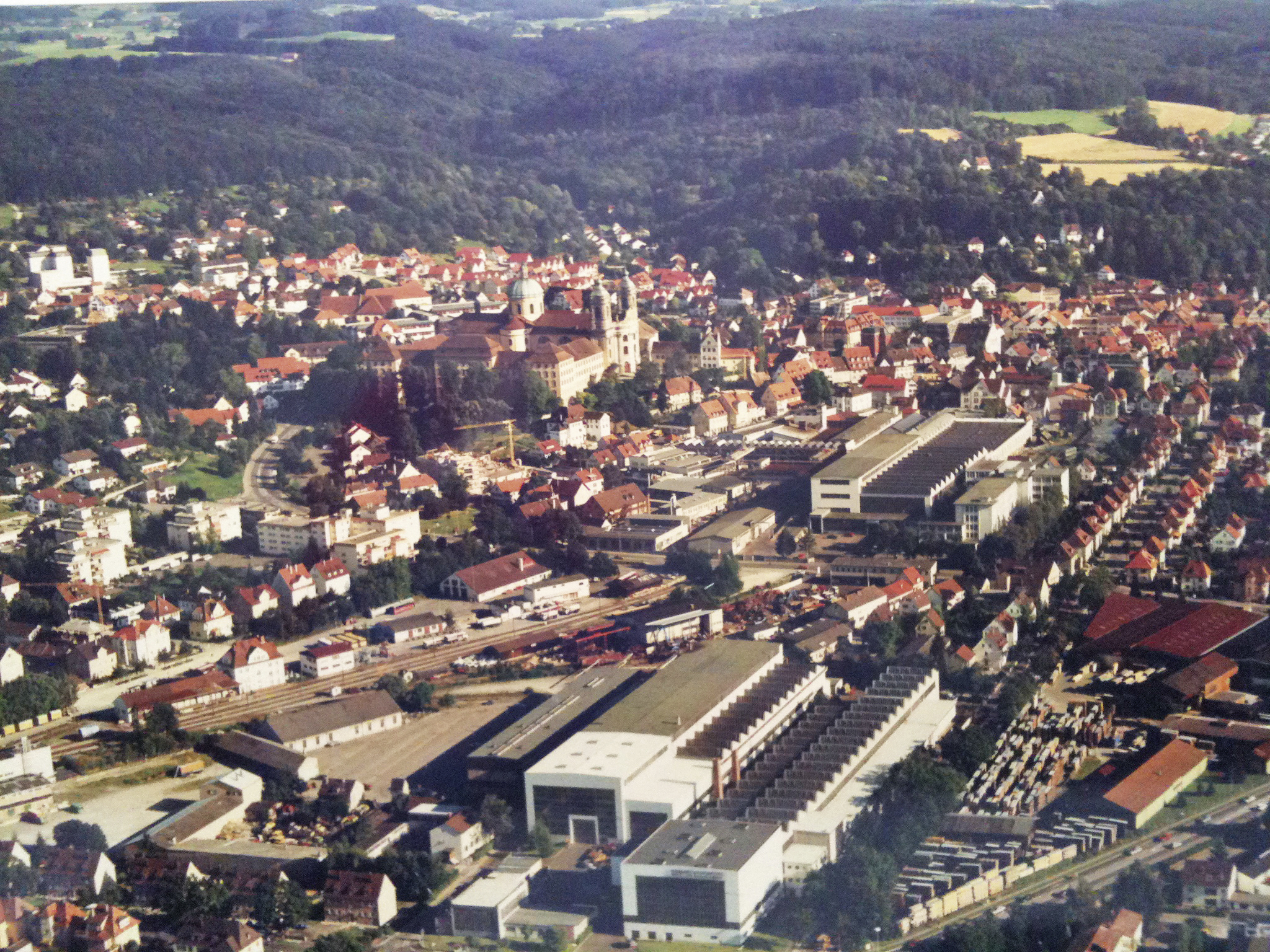
Werksgelände von Müller Weingarten um das Jahr 1990

Das bedeutendste Unternehmen in Weingarten war lange Zeit das Maschinenbau-Unternehmen Müller Weingarten. Dieser Name wurde 2011 aufgegeben; das Unternehmen ist inzwischen in den Maschinenbaukonzern Andritz Schuler integriert. Ein Teil des Werkgeländes, auch „Schuler-Areal“ genannt, wurde 2016 an die i+R Wohnbau GmbH verkauft.
Ab 2023 sollte dort ein neues Wohngebiet unter dem Namen „Martinshöfe“ entstehen.
Der 1976 in Weingarten gegründete Kunstverlag Weingarten war national und international einer der führenden Anbieter von Bildkalendern. Inzwischen gehört die Marke zum Athesia Kalenderverlag, der in Weingarten keinen Standort mehr betreibt.
Identitätsstiftend war auch die Klosterbrauerei W. Koepff GmbH & Co KG, die von 1877 bis 1984 bestand, die Tradition der im Mittelalter in der Reichsabtei Weingarten entstandenen Klosterbrauerei fortführte, und von der Stuttgarter Hofbräu 1984 übernommen wurde.

### Medien
- Über das lokale Geschehen in Weingarten berichtet als Tageszeitung die Schwäbische Zeitung, die in Ravensburg eine Lokalredaktion betreibt. Regio TV Bodensee ist als regionaler Fernsehsender, Radio 7 ist als Lokalradiosender zu empfangen.
- Die Bürgerzeitung Weingarten im Blick ist das offizielle Amtsblatt der Stadt Weingarten sowie Bürgerzeitung von Bürgern für Bürger und wird seit 30. Oktober 2009 an alle Haushalte verteilt.

### Behörden
Weingarten ist der Sitz des Finanzamts Ravensburg und der Industrie- und Handelskammer Bodensee-Oberschwaben. Zudem sitzt das Versorgungsamt Ravensburg in Teilen in Weingarten, in Liegenschaften des ehemaligen Militärkrankenhauses unterhalb der früheren Welfenkaserne. Darüber hinaus hat die Stadt, auch wegen ihrer Nähe zu Ravensburg, keine überkommunalen behördlichen Einrichtungen.

#### Garnison
Die Geschichte der zwischen 1868 und 1997 bestehenden Garnison Weingarten begann mit dem Einzug eines Württembergischen Infanterieregiments 1868 in das ungenutzte Areal des Klosters Weingarten, das als Schlosskaserne genutzt wurde. 1912 kam auf dem nordöstlich gelegenen Gelände zum Kloster die Maschinengewehrkaserne (später Welfenkaserne) hinzu. Nach dem Ersten Weltkrieg und der Wiederbesiedlung des Klosters Weingarten mit Mönchen blieb zunächst die Maschinengewehrkaserne in der militärischen Nutzung und wurde 1936 um die neu gebaute Argonnenkaserne ergänzt.
Nach dem Zweiten Weltkrieg zog zunächst französisches Militär – Forces françaises en Allemagne der Französischen Armee – in das Quartier Gallifet (Welfenkaserne, bis 1976) ein. Die Argonnenkaserne wurde seit 1963 von der Bundeswehr bezogen, 1976 auch die Welfenkaserne. Die Garnison endete nach dem Abzug der letzten Bundeswehreinheit, der Fernspählehrkompanie 200, im Jahr 1997. Zur Garnison gehörten des Weiteren das Hofgut Nessenreben im Altdorfer Wald, mit einem Standortübungsplatz und einem Schießplatz, sowie eine Standortschießplatz im Schenkenwald (zwischen Weingarten und Mochenwangen gelegen)

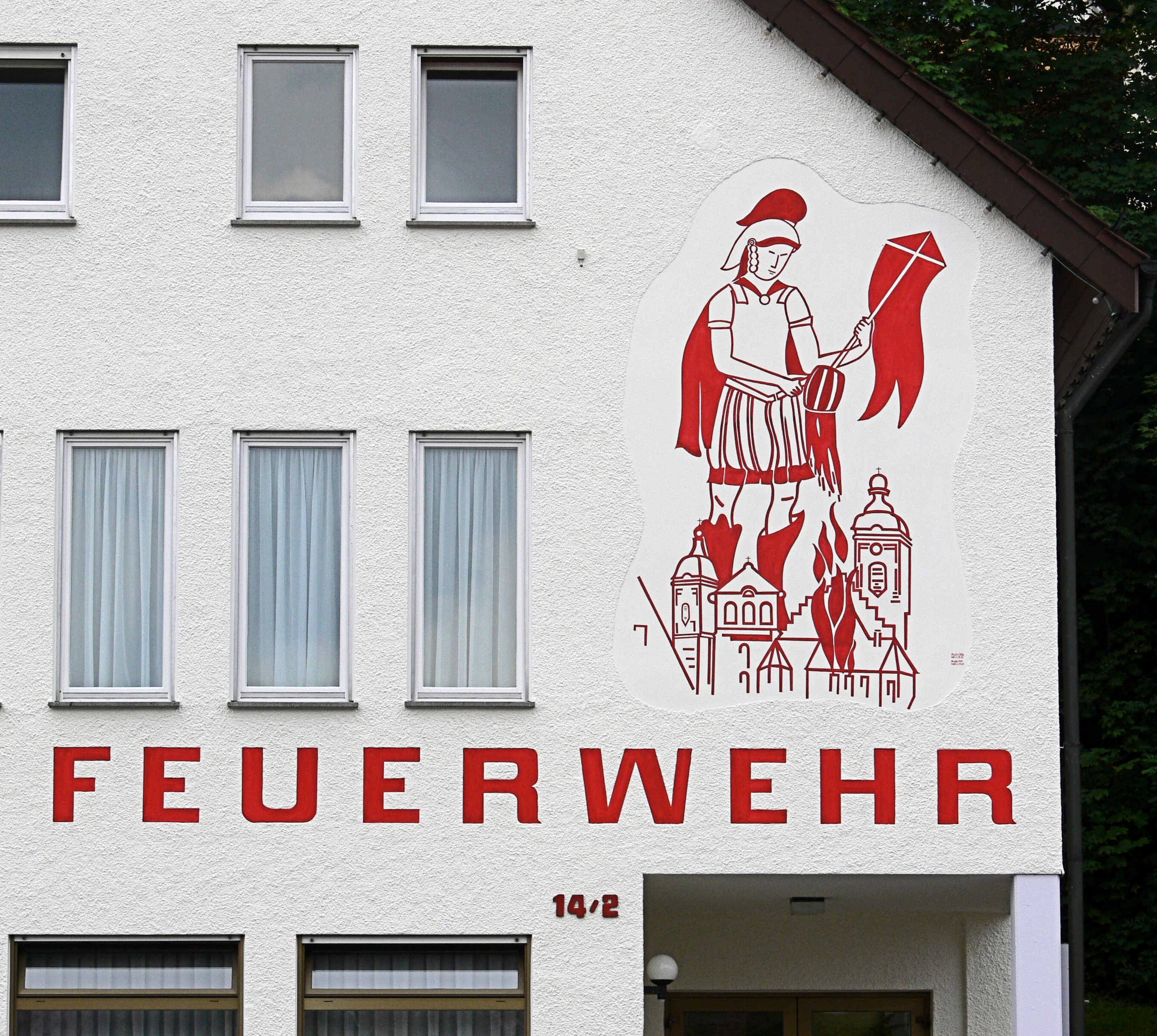
Feuerwehrhaus mit Malereien

### Feuerwehr
Die Freiwillige Feuerwehr Weingarten besteht aus etwa 70 Mitgliedern. Ihr gehören eine Jugendfeuerwehr mit 20 Mitgliedern, eine Altersabteilung mit 26 Mitgliedern sowie eine Höhenrettungsgruppe und eine Führungsgruppe an. 1982 zog die Feuerwehr in ein neues Feuerwehrhaus um. Im Jahr 2023 wurde im Juni mit einem offiziellen Festakt und einem Tag der offenen Tür offiziell der Neue Anbau eröffnet.
Im Schnitt hat die Feuerwehr etwa 225 Einsätze im Jahr. Die 1979 gegründete Jugendfeuerwehr ist die älteste des Landkreises Ravensburg. Die Feuerwehr ist als Stützpunkt zuständig für die acht Gemeinden Schlier, Vogt, Waldburg, Baindt, Baienfurt, Berg, Fronreute und Wolpertswende mit einer Gesamteinwohnerzahl von ca. 60.000. Sie pflegt eine enge Zusammenarbeit mit den Feuerwehren der genannten Gemeinden.

### Bildungseinrichtungen

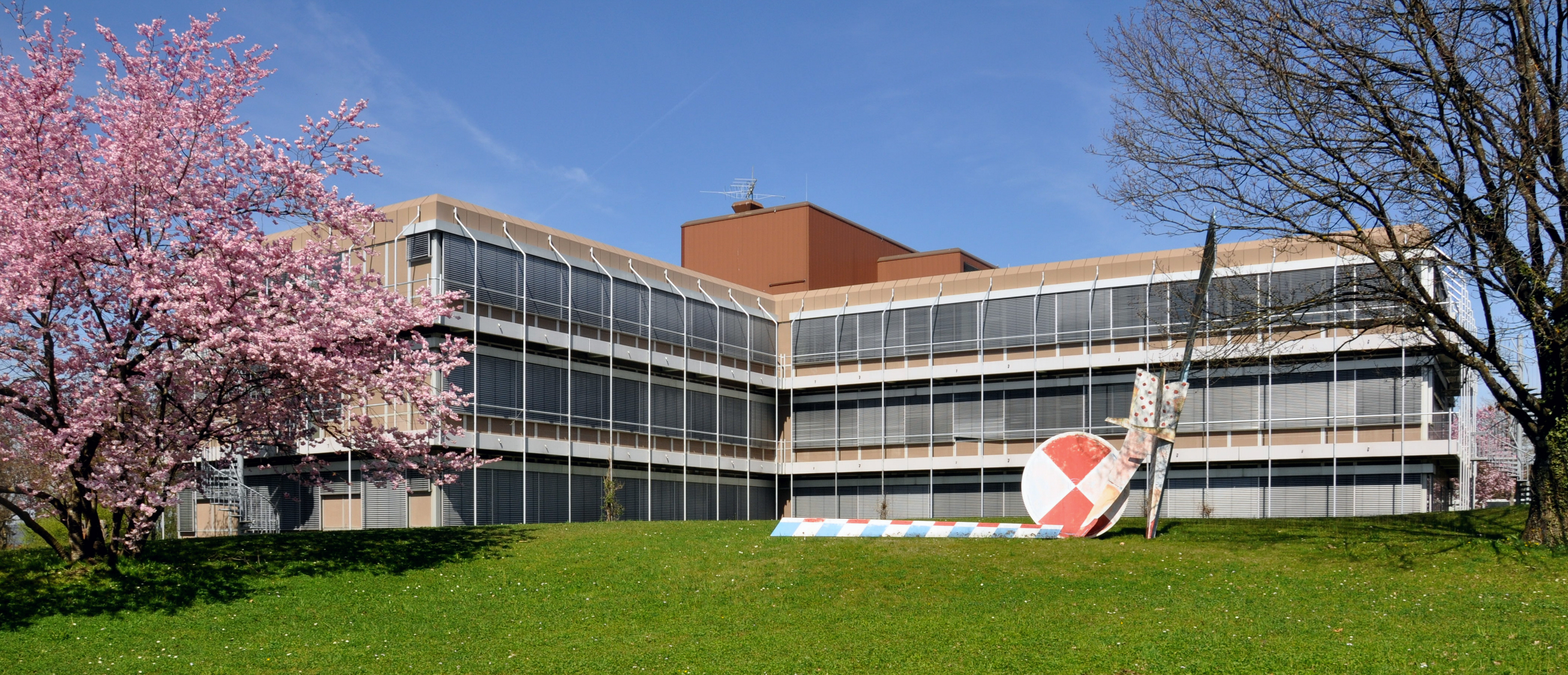
Hauptgebäude der Hochschule Ravensburg-Weingarten

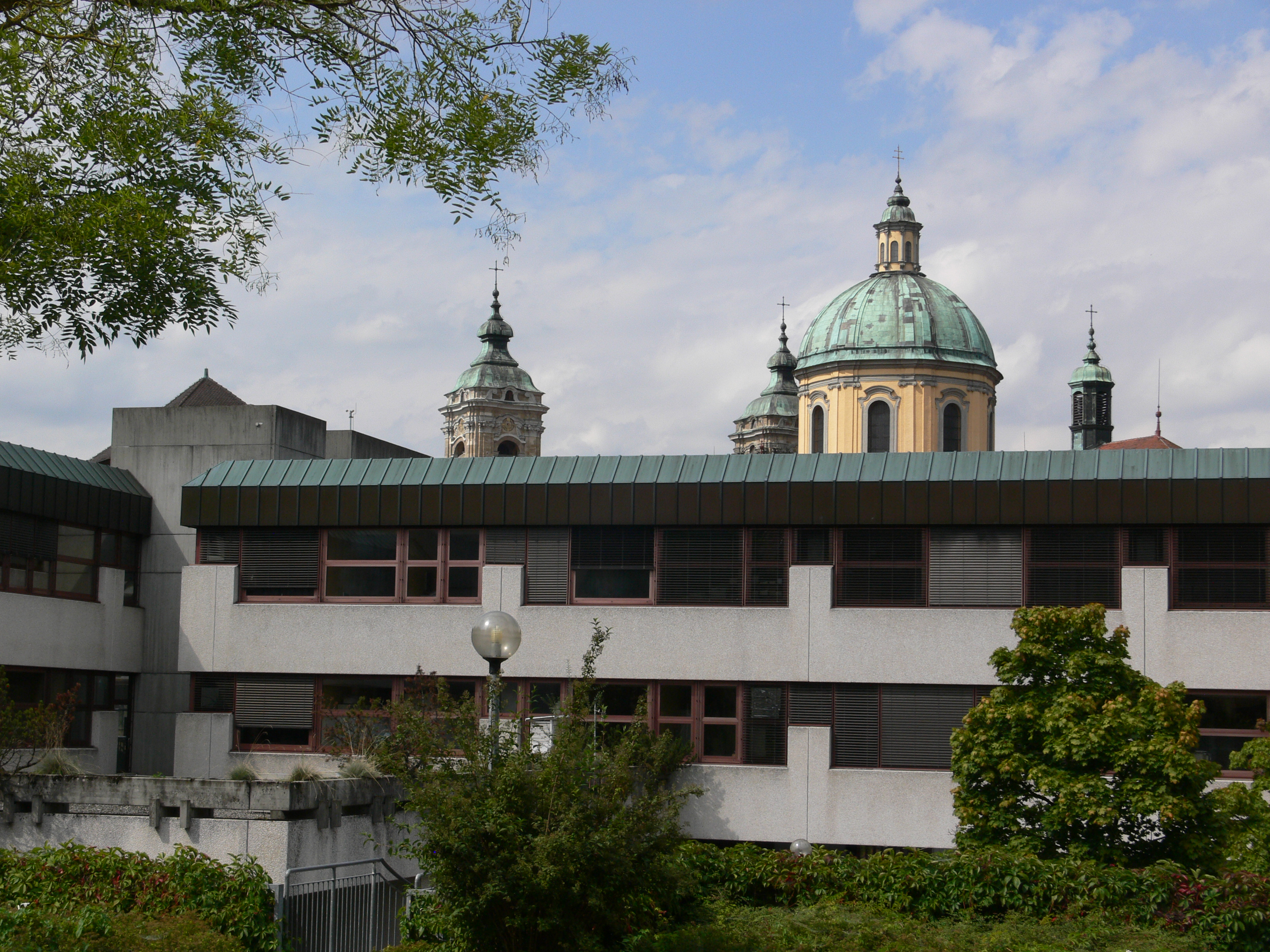
Naturwissenschaftliches Zentrum der PH Weingarten

#### Allgemeinbildende Schulen
Stand 2022 befinden sich in Weingarten
- Grundschule am Martinsberg
- Grundschule Talschule
- Werkrealschule Talschule
- Realschule Weingarten
- Gymnasium Weingarten
- Schussentalschule (SBBZ-Lernen)
- Geschwister-Scholl-Schule der Stiftung KBZO

Weitere Schulen wie die berufsbildenden Schulen des Kreises Ravensburg befinden sich in der benachbarten Kreisstadt Ravensburg.

#### Hoch- und Fachschulen
In Weingarten haben zwei Hochschulen ihren Sitz: die Hochschule Ravensburg-Weingarten (etwa 3800 Studierende) und die Pädagogische Hochschule Weingarten (etwa 3500 Studierende) sind die größten Bildungseinrichtungen in der Stadt. Seit dem 1. Januar 2022 führt Weingarten daher die offizielle Zusatzbezeichnung „Hochschulstadt“.
Des Weiteren existieren die Akademie der Diözese Rottenburg-Stuttgart, das Religionspädagogische Institut und das Staatliche Seminar für Didaktik und Lehrerbildung für Berufliche Schulen und Gymnasien.
Ebenfalls in Weingarten befindet sich die Gesundheitsakademie Bodensee–Oberschwaben, ein gemeinsames Unternehmen der Oberschwabenklinik und des Klinikums Friedrichshafen, das Ausbildung, Fortbildung und Weiterbildung in Gesundheitsberufen anbietet. Ausgebildet wird in Zusammenarbeit mit dem Ravensburger St.-Elisabethen-Krankenhaus sowie den Kliniken Friedrichshafen und Tettnang.

#### Kindertagesstätten und Schulen
Die Stadt Weingarten selbst betreibt keine Kindertagesstätten. Die katholische Kirche betreibt sieben, die evangelische drei Einrichtungen. Weitere Träger sind das Deutsche Rote Kreuz, die Stiftung KBZO, die Studentenwerke Seezeit und Weiße Rose und der Verein Kleine Leute.
Weingarten besitzt mit dem Gymnasium Weingarten ein Gymnasium, eine Realschule, die Hauptschule Talschule und die Förderschule Schussentalschule. Es gibt zwei Grundschulen (Schule am Martinsberg und Talschule). Die ehemalige Grundschule Promenade wurde zuletzt als Teil der Schule am Martinsberg betrieben, 2018 geschlossen und danach in eine Kindertagesstätte umgewandelt.
Die Stiftung Körperbehinderten-Zentrum Oberschwaben (KBZO) ist Träger der Geschwister-Scholl-Schule, einer Sonderschule für Körper- und Geistigbehinderte mit Schulkindergarten für Kinder mit Körperbehinderung. Die Schule für Körperbehinderte umfasst die Bildungsgänge Förderschule, Werkrealschule, Realschule sowie Haupt- und Berufsschulstufe.
Das katholische Bildungszentrum St. Konrad und die gewerblichen, kaufmännischen und hauswirtschaftlichen Berufsschulen und Gymnasien sowie die Sonderschule Martinusschule mit Förderschwerpunkt geistige Entwicklung des Landkreises Ravensburg befinden sich in Ravensburg unmittelbar an der Stadtgrenze zu Weingarten.

#### Soziale Einrichtungen

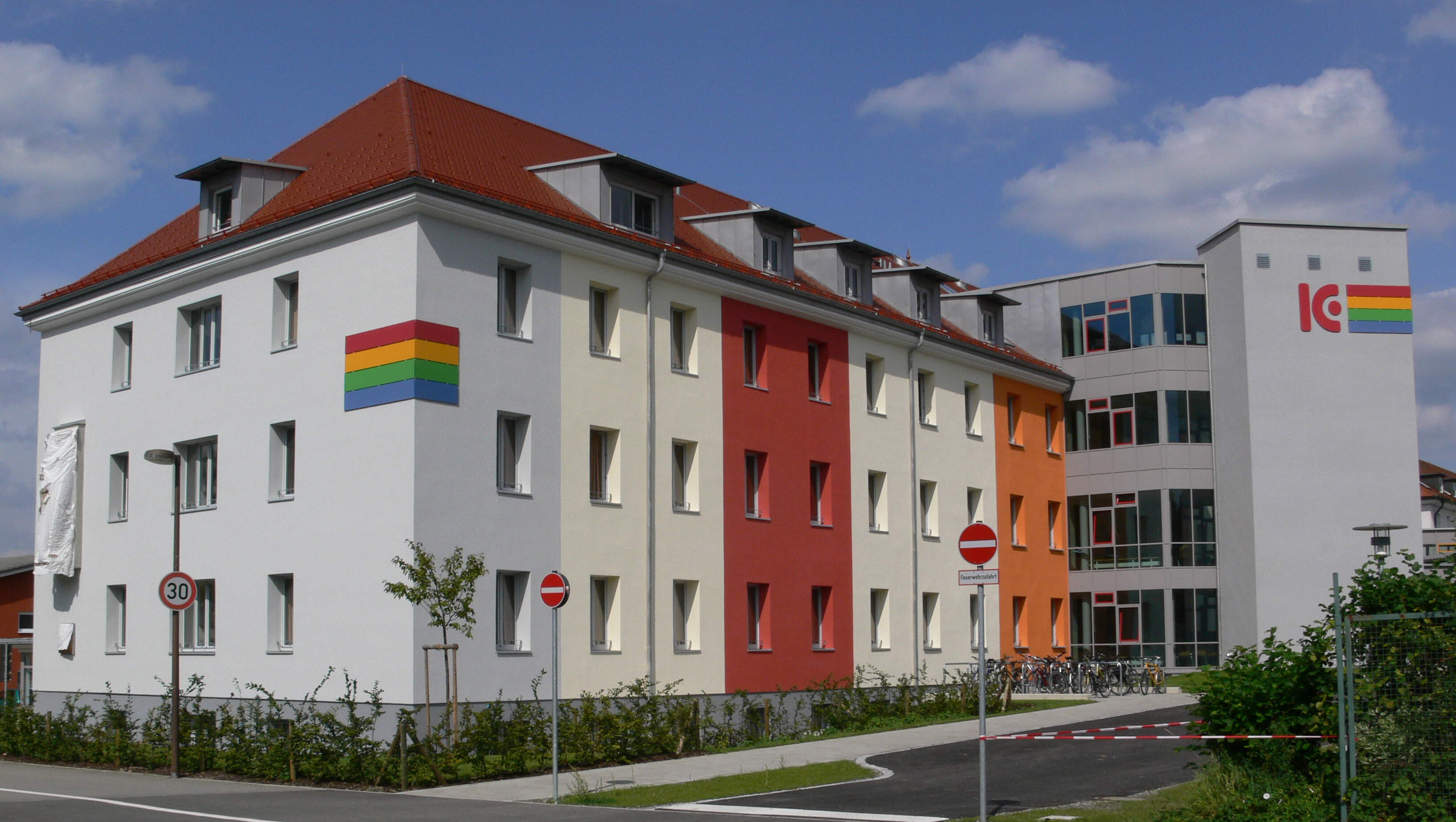
Eines der Gebäude des Körperbehinderten-Zentrum Oberschwabens

Die Stiftung Körperbehinderten-Zentrum Oberschwaben (KBZO) wurde 1968 durch eine Elterninitiative begründet. Sie umfasst eine private Sonderschule mit zahlreichen Schularten und Wohnangeboten für Körperbehinderte sowie ein differenziertes Wohnangebot für erwachsene Körperbehinderte. Ferner ist sie Gesellschafter der „KBZO Service & Dienste gGmbH“, der interdisziplinären Frühförderstelle „Mobile“ und der „Integrativen Werkstätte Oberschwaben“.
In Weingarten gibt es drei Altenheime kirchlicher Träger. Das Haus am Mühlbach ist eine städtische Begegnungs- und Bildungsstätte für Senioren.
Das Integrationszentrum Weingarten ist eine Kooperation staatlicher und kirchlicher Träger und bündelt Beratungs- und Begegnungsangebote für Migranten und Geflüchtete in Weingarten.

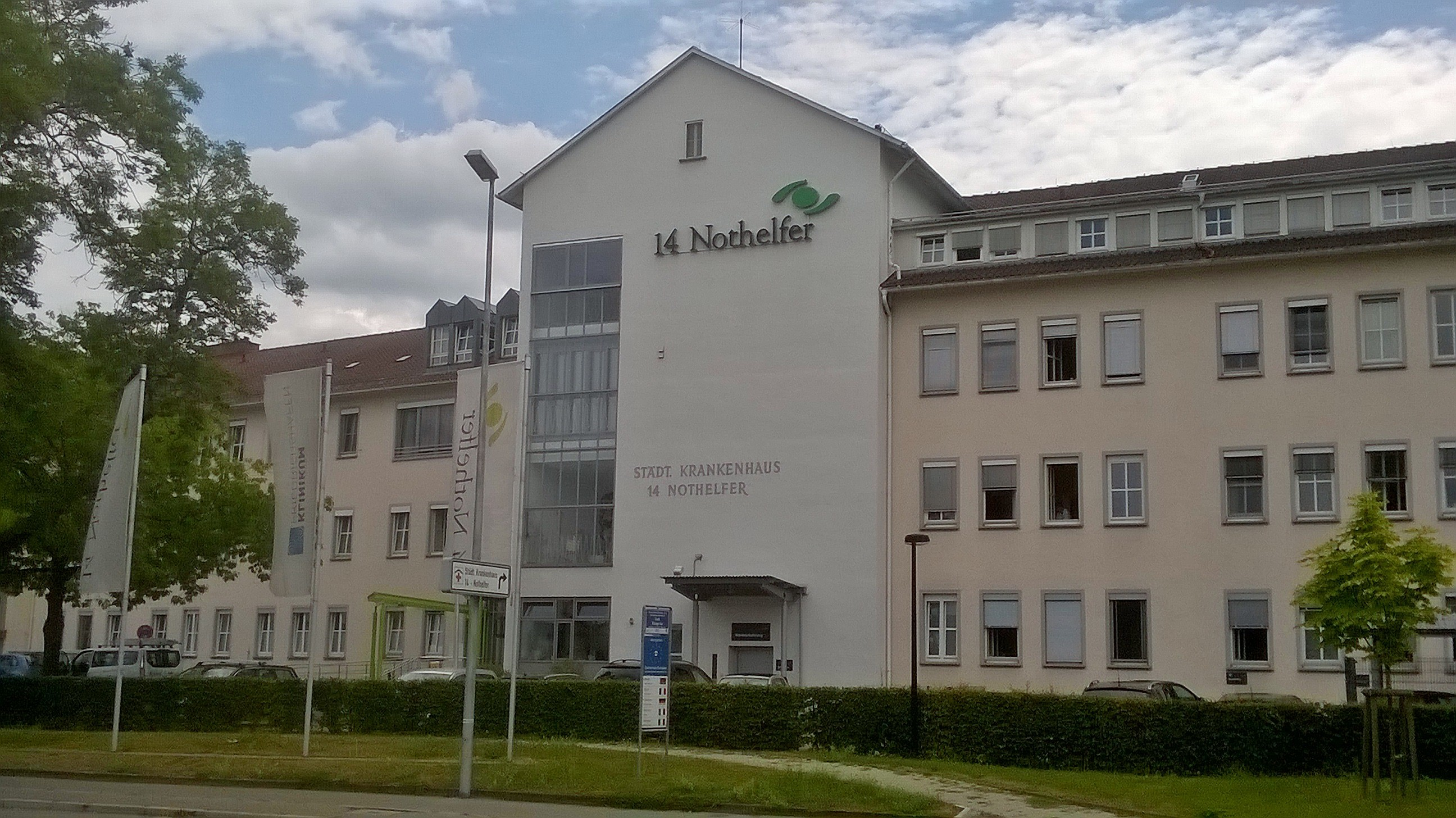
Ehemaliges Krankenhaus 14 Nothelfer

Die Geschichte des Krankenhauses 14 Nothelfer geht zurück bis auf das Jahr 1474. 2007 wurde der städtische Eigenbetrieb in die Krankenhaus 14 Nothelfer GmbH überführt. Im Frühjahr 2012 stand die Gesellschaft wegen jahrelangem Missmanagement und schwerwiegenden Versäumnissen des Oberbürgermeisters, der Stadtverwaltung und des Aufsichtsrats unmittelbar vor der Insolvenz, die nur durch eine Patronatserklärung der Stadt Weingarten abgewendet werden konnte. Im Herbst 2013 musste die Krankenhausgesellschaft verkauft werden; der Stadt Weingarten verblieben 17,3 Millionen Euro Verbindlichkeiten. Das Krankenhaus wurde zunächst als Teil des Klinikverbunds Medizin Campus Bodensee weitergeführt, wurde aber 2020 dauerhaft geschlossen.
Seit 2013 unterstützt ein Bürgerstiftung Weingarten einzelne Personen in Notlagen sowie soziale sowie gemeinnützige Einrichtungen.
Neben Zuwendungen einzelner Bürgerinnen und Bürger, z. B. durch Spenden und Vermächtnisse, engagiert sich die lokale Wirtschaft mit namhaften Summen.

## Persönlichkeiten

### Ehrenbürger
Die Stadt Weingarten hat folgenden Personen das Ehrenbürgerrecht verliehen.
- 1954: Wilhelm Braun, Bürgermeister von Weingarten († 1971)
- 1970: Sigismond Brissy, Bürgermeister von Bron
- 1970: Claudius Viard, Président der „Amitiés Européennes“ Bron
- 1970: Alphonse Jung, Bron
- 1975: Richard Mayer, Oberbürgermeister von Weingarten († 1975)
- 1983: André Sousi, Bürgermeister von Bron († 2012)
- 1992: Rolf Gerich, Oberbürgermeister († 2013)
- 1993: Robert Tournier, 1. Beigeordneter der Partnerstadt Bron († 2014)
- 1999: Dieter Müller, Bürgermeister von Weingarten
- 2000: Charles Reydellet, Stadtrat in Bron
- 2008: Annie Guillemot, Bürgermeisterin von Bron
- 2009: Gerd Gerber, Oberbürgermeister († 2018)
- 2019: Mathilde Cart-Grandjean, Vorsitzende des Broner Partnerschaftsvereins „Amitiés Européennes“[93]

Ehrenbürger der Partnerstadt Bron wurden diese Weingartener Bürger:
- 1967: Richard Mayer, Bürgermeister
- 1973: Horst Bögelein, Fraktionsvorsitzender
- 1973: Siegfried Börner, Fraktionsvorsitzender
- 1973: Hans Werz, Fraktionsvorsitzender
- 1983: Dieter Müller, Bürgermeister
- 1983: Rolf Gerich, Oberbürgermeister
- 2001: Gerd Gerber, Oberbürgermeister

### Bürgermedaillen
Seit 2011 zeichnet die Stadt Weingarten Persönlichkeiten, die sich in besonderer Weise um das Wohl der Stadt verdient gemacht haben, mit der Bürgermedaille aus. Die in Silber geschaffene Bürgermedaille zeigt die Weinrebe Weingartens. Aufgebracht ist sie auf einem Stück Kupferblech des Daches der Basilika.
- 2011: Sepp Grimm
- 2012: Eugen Klotz
- 2013: Peter Wolff
- 2013: Iris Herzogenrath
- 2014: Dietmar Schillig
- 2014: Kurt Rief
- 2015: Horst Bögelein
- 2015: Ida Jobe
- 2016: Wolfgang Marcus
- 2016: Helgard Fischer
- 2017: Rolf Wilhelm
- 2018: Hans-Ulrich Rudolf
- 2020: Jürgen Hohl

### Söhne und Töchter der Stadt
- Friedrich I. Barbarossa (um 1122 in Weingarten oder Waiblingen), König und Kaiser des Heiligen Römischen Reiches
- Jacob Reiner (* um 1559–1606), Kapellmeister, Komponist und Musiklehrer in Weingarten
- Christoph Spieß (1558–1610), Abt
- Urban Mayer (1575–1613), Abt
- Hieronymus Marchstaller (1576–1638), Abt des Stiftes St. Paul im Lavanttal 1616–1638
- Ambrosius Reiner (1604–1672), Hofkapellmeister, Organist und Komponist
- Fidel Sporer (1731–1811), Bildhauer (Basilika-Kanzel)
- Konrad Huber (1752–1830), Maler
- Joseph Joachim von Schnizer (1792–1870), Künstler und Politiker
- Franz Joseph Sauterleute (1793–1843), Glasmaler[95]
- Theodor Sproesser (1870–1933), Generalmajor der Reichswehr
- Franz Egger (1882–1945), römisch-katholischer Pfarrer und Opfer des Nationalsozialismus
- Erwin Albert Schmid (1895–1962), Maler
- Fructuosa Gerstmayer (1898–1952), Missionsbenediktinerin, Märtyrerin von Tokwon[96]
- Konrad Schmid-Meil (1909–1969), Maler, Künstler und Bürgermeister von Feldkirchen
- Alfons Arnold (1911–1941), Bildhauer
- Konrad Honold (1918–2007), Maler, Heraldiker und Restaurator
- Ludwig Munzinger, jun. (1921–2012), Verleger und Publizist
- Franz Beyer (1922–2018), Musikwissenschaftler, Dirigent, Geiger und Bratschist
- Theo Nikolaus Götz (1930–2008), Politiker (CDU), Mitglied des Landtages von Baden-Württemberg
- Diethelm Lütze (1931–2014), Unternehmer und Kunstsammler
- Theresia Sauter-Bailliet (* 1932), Sprachwissenschaftlerin und Feministin
- Willy Birkenmaier (* 1937), Slawist (Russistik) und Hochschullehrer
- Conrad David Arnold (* 1941), Kunstmaler[97][98]
- Bernd Wiedmann (1942–2009), Jurist und Kommunalpolitiker (CDU)
- Peter Renz (* 1946), Schriftsteller
- Josef-Paul Benzinger (* 1947), Hochschullehrer a. D. an der BA/DHBW Ravensburg.[99]
- Ursula Voss (1947–2014), Dramaturgin
- Ruth Wetzel-Steinwedel (* 1948), Juristin, Vizepräsidentin des Bundessozialgerichts
- Karin Fransson (* 1951), Schwedens Köchin des Jahres 2008
- Mario Reis (* 1953), bildender Künstler
- Thomas Ertelt (* 1955), Musikwissenschaftler
- Cornelia Köndgen (* 1958), deutsch-österreichische Schauspielerin
- Christoph Theinert (* 1959), Violoncellist und Komponist
- Harald Hillebrecht (1960–2024), Chemiker
- Guido Wolf (* 1961), Politiker (CDU), 2011–2015 Präsident des Landtags von Baden-Württemberg, 2016–2021 Minister für Justiz und Europa
- Reiner Schuhenn (* 1962), Kirchenmusiker, Dirigent und Hochschullehrer
- Gereon Kleiner (* 1963), Pianist und Hochschullehrer
- Markus Theinert (* 1964), Tubist und Dirigent
- Norbert Gälle (* 1964), Komponist, Musiker und Heizungsbauer
- Ulla Gerich-McGregor (* 1965), Medizinerin mit Schwerpunkt Rehabilitation, Klinikdirektorin
- Uli Boettcher (* 1966), Schauspieler und Kabarettist
- Annemarie C. Mayer (* 1967), römisch-katholische Theologin und Hochschullehrerin
- Michael Stephan (* 1970), Ökonom und Hochschullehrer
- Daniel Ohlmann (* 1973), Opernsänger (Tenor)[100]
- Ralf J. Jox (* 1974), Mediziner und Philosoph
- Florian Schulz (* 1975), Natur- und Umweltfotograf
- Gabriel Zuchtriegel (* 1981), seit 2021 Direktor des Archäologieparks Pompeji[101][102]
- Andreas Beck (* 1986), Tennisspieler
- Lukas Krieger (* 1987), deutscher Politiker, Mitglied des Bundestages
- Benjamin Strasser (* 1987), Politiker (FDP), MdB
- Clemens Rapp (* 1989), Schwimmer
- Thomas Fürst (* 1990), Volleyballspieler
- Lisa Müller (* 1992), Sportschützin
- Dennis Russ (* 1992), Fußballspieler
- Niklas Oberhofer (* 1996), Koch
- Anna-Maria Wagner (* 1996), Judoka
- Julia Sauter (* 1997), Eiskunstläuferin (startet für Rumänien)
- Jannik Schaufler (* 1997), Triathlet
- Laura Süßemilch (* 1997), Radsportlerin
- Julian Lutz (* 2004), Eishockeyspieler
- Alara Şehitler (* 2006), Fußballspielerin

### Personen, die mit der Stadt verbunden sind
- Herzog Welf IV. (um 1030/40–1101), Klostergründer
- Herzogin Judith von Flandern (um 1030–1094), Stifterin der Heilig-Blut-Reliquie und Gemahlin Welfs IV.
- Gabriel Bucelinus (1599–1681), Benediktinermönch, Universalgelehrter und Genealoge
- Abt Sebastian Hyller (1667–1730), Erbauer der Basilika
- Cosmas Damian Asam (1686–1739), malte die Fresken in der Basilika
- Joseph Gabler (1700–1771), Schöpfer der berühmten Orgel in der Basilika
- Wenzeslaus Mattes (1815–1886), katholischer Geistlicher, Hochschullehrer und Politiker
- Karl Lichtenstein (1816–1866), katholischer Pfarrer und Dekan
- Heinrich Schatz (1846–1914), Gründer der Maschinenfabrik Weingarten
- Adolf Gröber (1854–1919), Jurist und Politiker (Zentrum), wuchs in Weingarten auf und liegt dort begraben
- Erwin Rommel (1891–1944), Generalfeldmarschall, trat als Fahnenjunker in das in Weingarten stationierte Infanterie-Regiment „König Wilhelm I.“ (6. Württembergisches) Nr. 124 ein, wurde zum Leutnant ernannt und bildete dort bis 1912 Rekruten aus.
- Maria Müller-Gögler (1900–1987), Schriftstellerin
- Peter Dill (* 1930), Ingenieur, Vorsitzender der Geschäftsführung der Escher Wyss GmbH in Ravensburg, lebte in Weingarten
- Tilo Schabert (* 1942), Professor für Politische Wissenschaften, wuchs in Weingarten auf
- Jürgen Hohl (* 1944), Heimatkundler und Restaurator
- Douglas Wolfsperger (* 1957), Filmregisseur, besuchte die Klosterschule Weingarten von 1968 bis 1972 und drehte später einen Dokumentarfilm über den Weingartener Blutritt
- Axel Müller (* 1963), Politiker (CDU), Mitglied des Bundestags, lebt in Weingarten
- Jürgen Frankenhauser-Erlitz (* 1964), gestaltender Künstler[103][104]
- Daniel Oswald (* 1971), Archivar und Heimatforscher[105]